# 衛兵交接

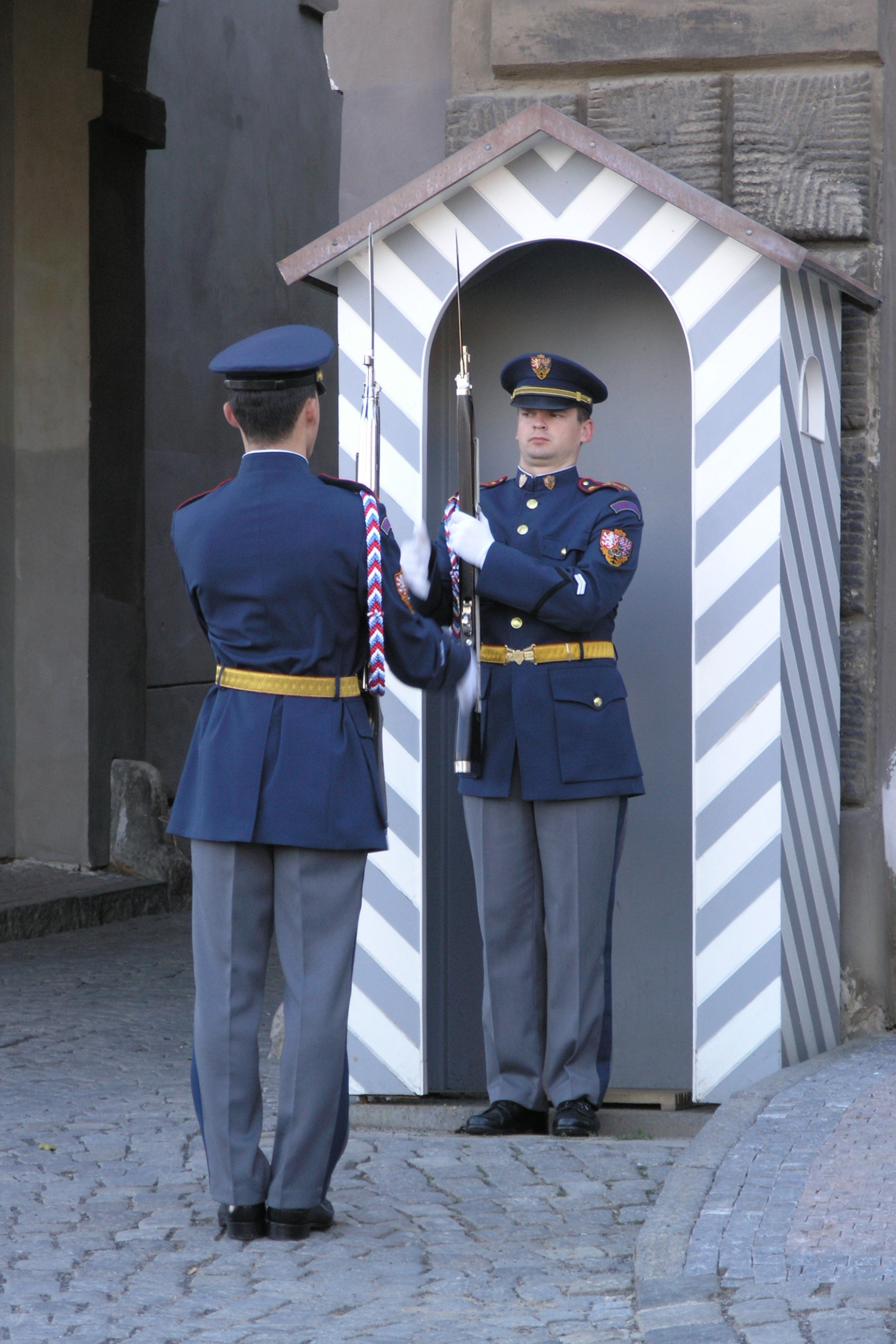
布拉格城堡的衛兵交接

衛（哨）兵交接或衛（哨）兵換崗（英語：Guard Mounting, ）是守護重要機構或建築（如宮殿、衙門官署、官邸、議會建築、陵寢、紀念館、紀念碑、軍事基地或營區、國家軍人公墓或祠堂等）的衛兵或哨兵移交防守任務的一項儀式，這些禮儀往往經過精確地編排，沿用17世紀至今的步操及傳統，增強部隊的凝聚力。

## 各國衛兵換崗地點
下列是部份國家開放給民眾参觀的衛兵換崗地點，儀隊每天、隔天或隔數天於固定時間換崗，向参觀者展示軍事的文化和傳統，換崗時間可能會根據季節而做出調整。

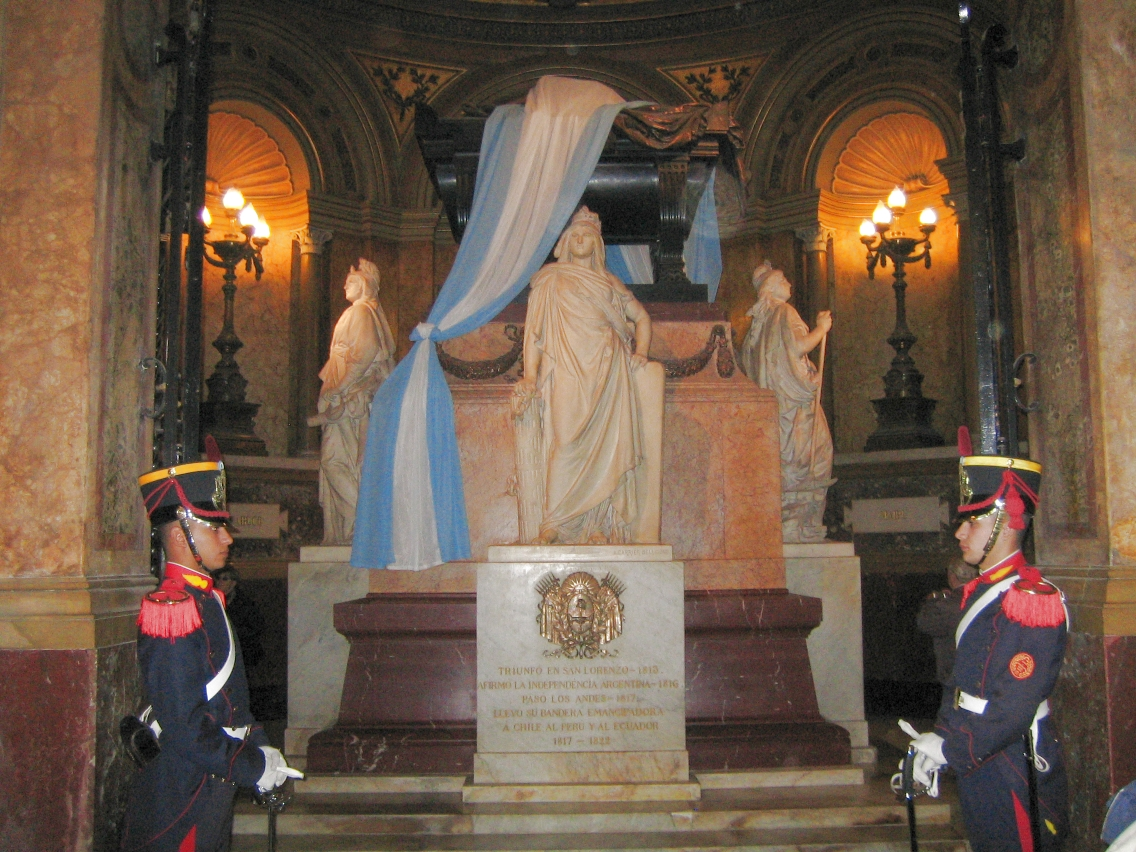
阿根廷布宜諾斯艾利斯主教座堂內的何塞·德·聖馬丁墓以及玫瑰宮和國會大廈
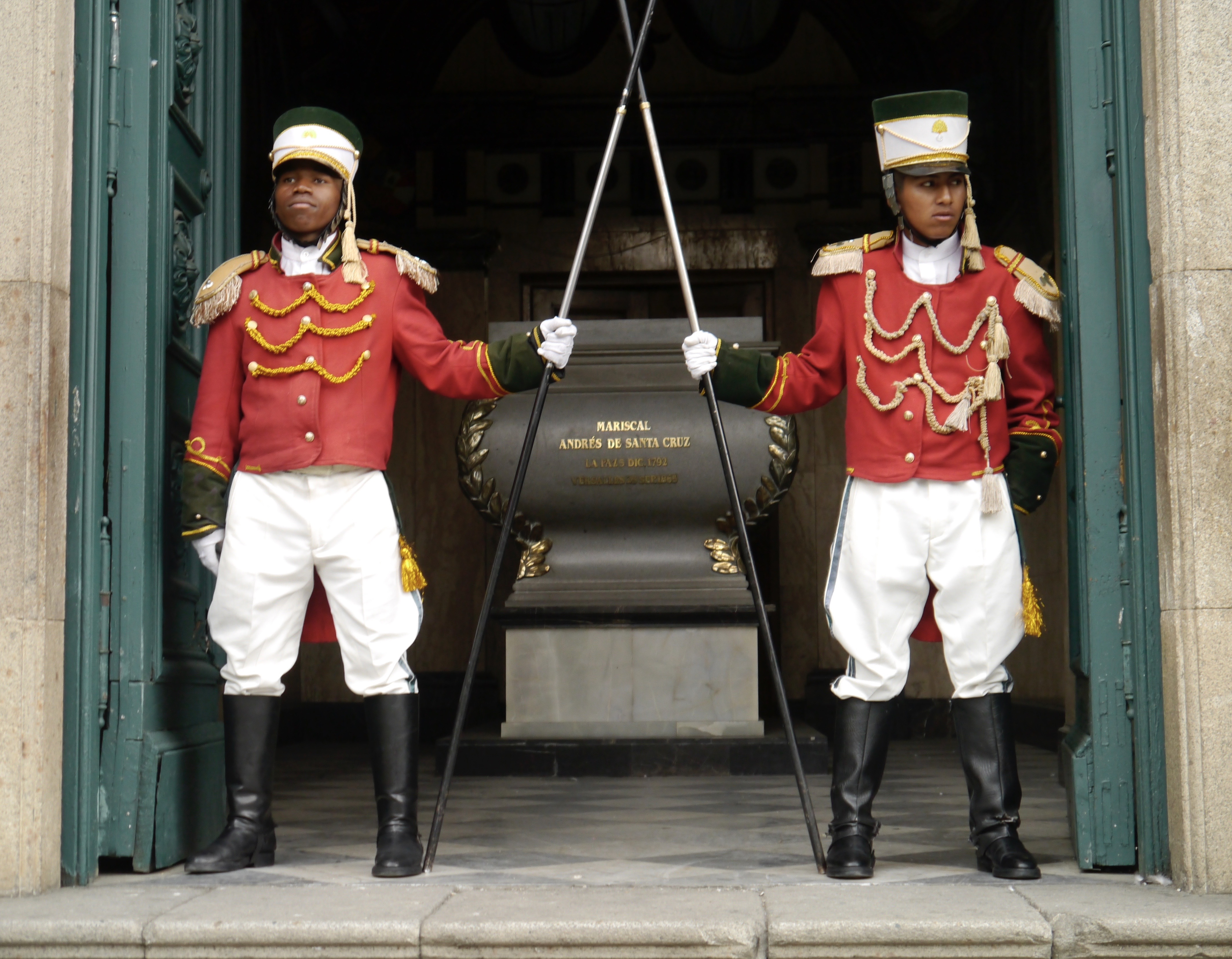
玻利維亞拉巴斯大教堂（英语：Cathedral Basilica of Our Lady of Peace, La Paz）內的安德烈斯·德·桑塔·克魯斯墓以及人民之家
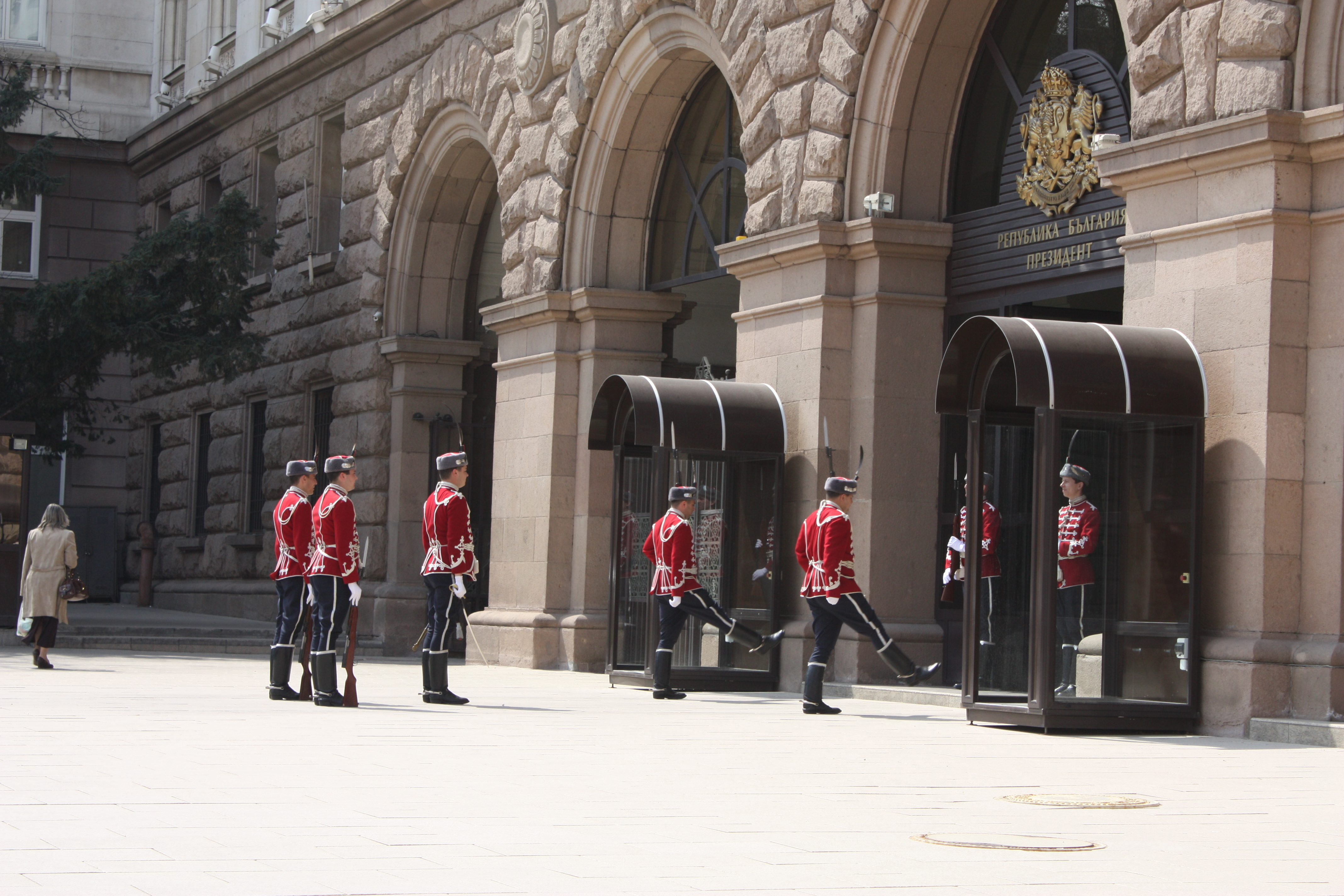
保加利亞索菲亞的總統府拉爾戈
加拿大渥太華的麗都廳、國會山莊和國家戰爭紀念碑
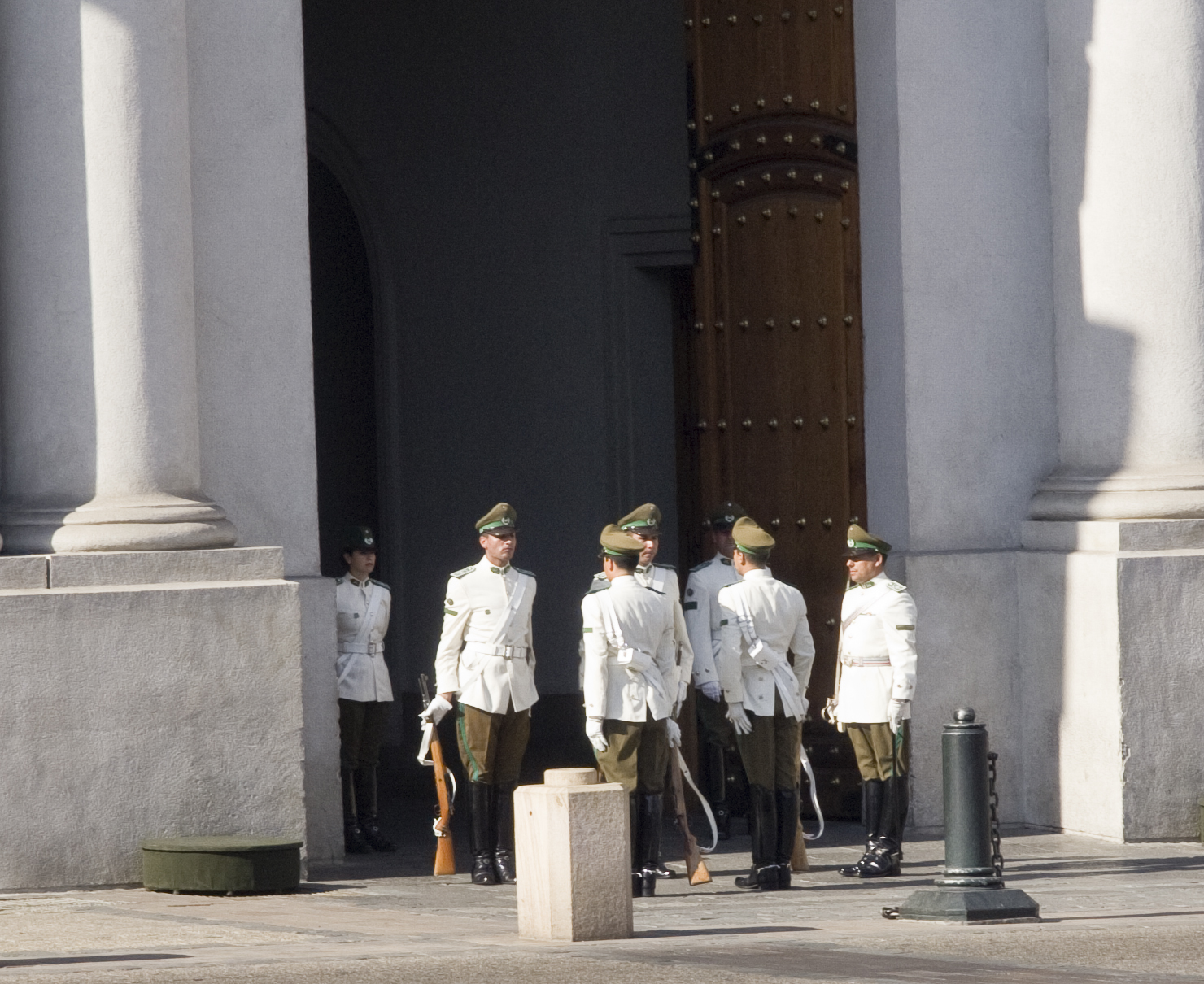
智利聖地亞哥的拉莫內達宮
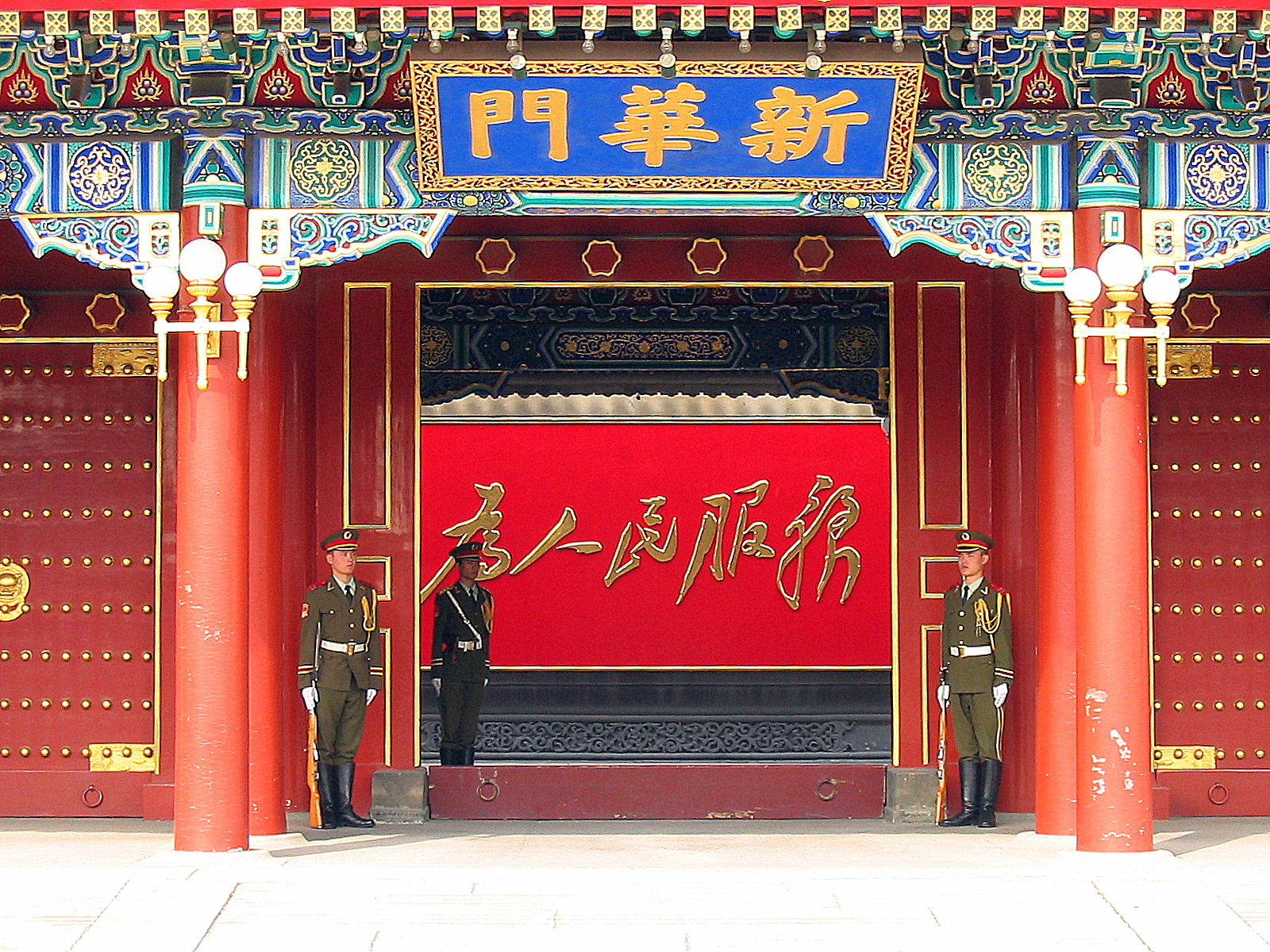
中華人民共和國北京中南海的新華門，由中國人民解放軍中央警卫團站崗
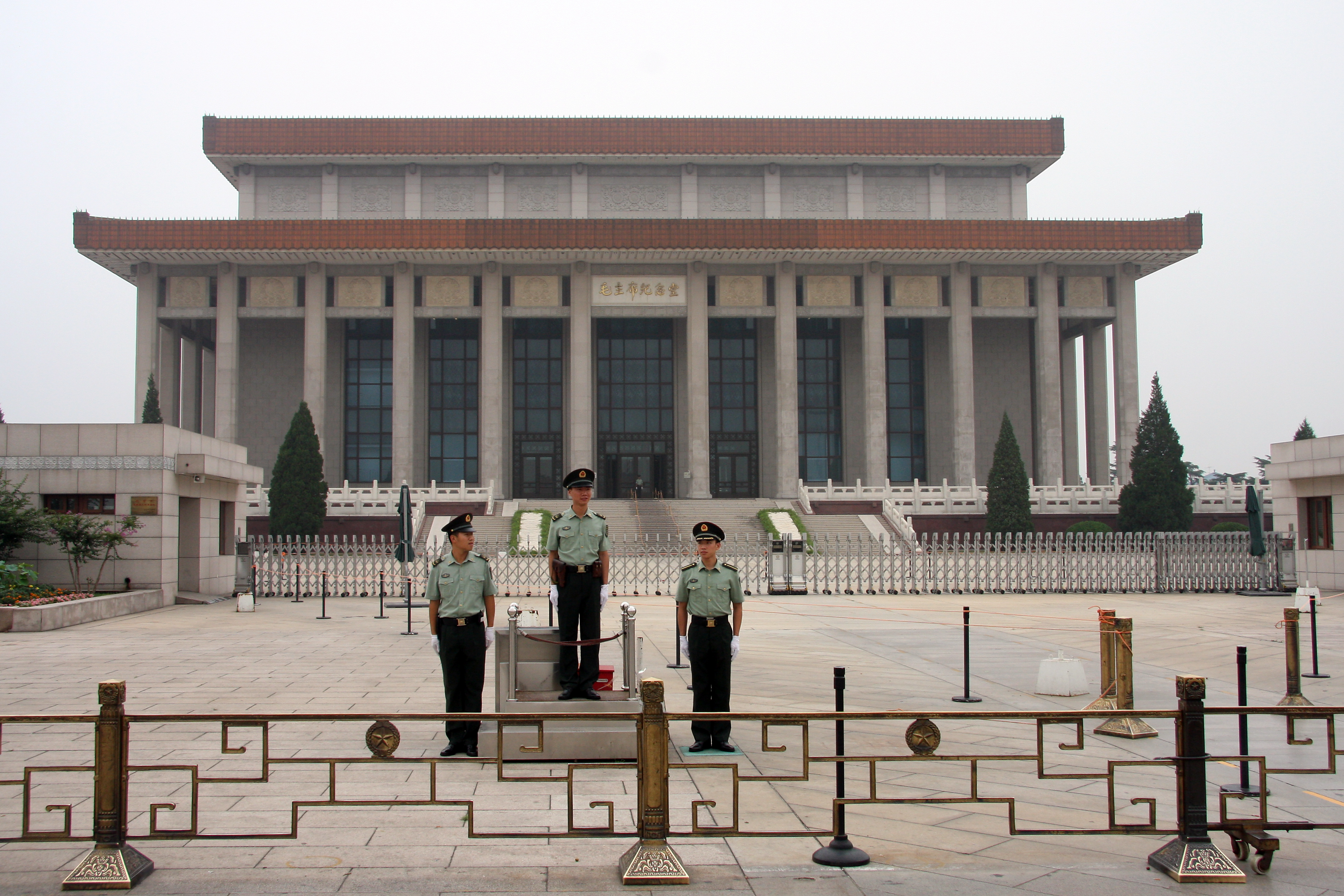
中華人民共和國北京的人民大會堂和毛主席紀念堂，由解放軍中央警卫團站崗
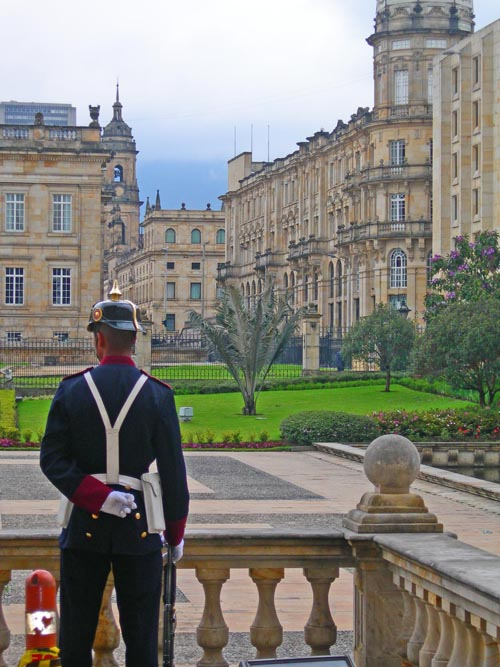
哥倫比亞波哥大的納里尼奧宮（西班牙语：Casa de Nariño）
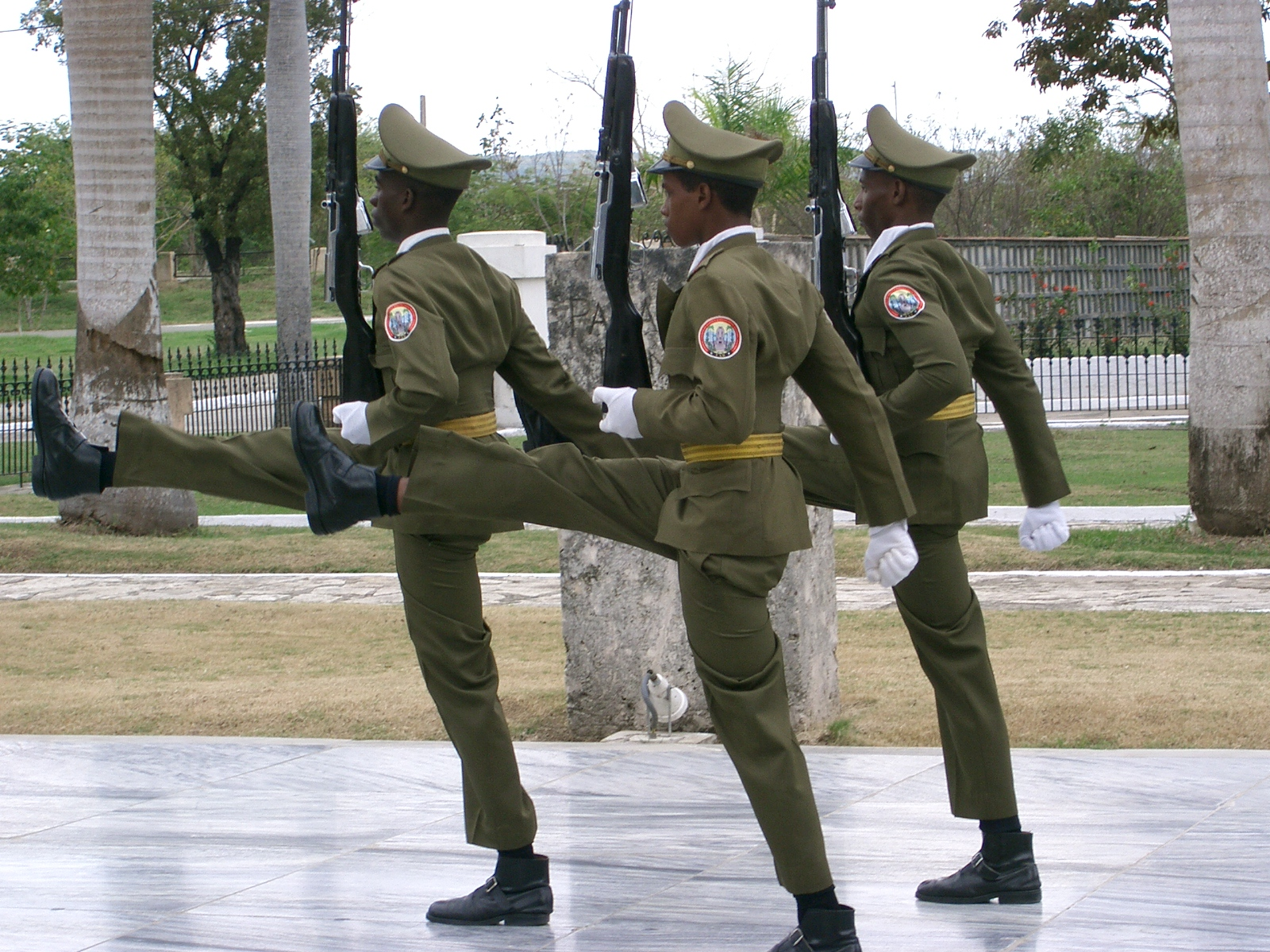
古巴圣地亚哥-德古巴的聖伊菲热尼亚公墓何塞·馬蒂墓
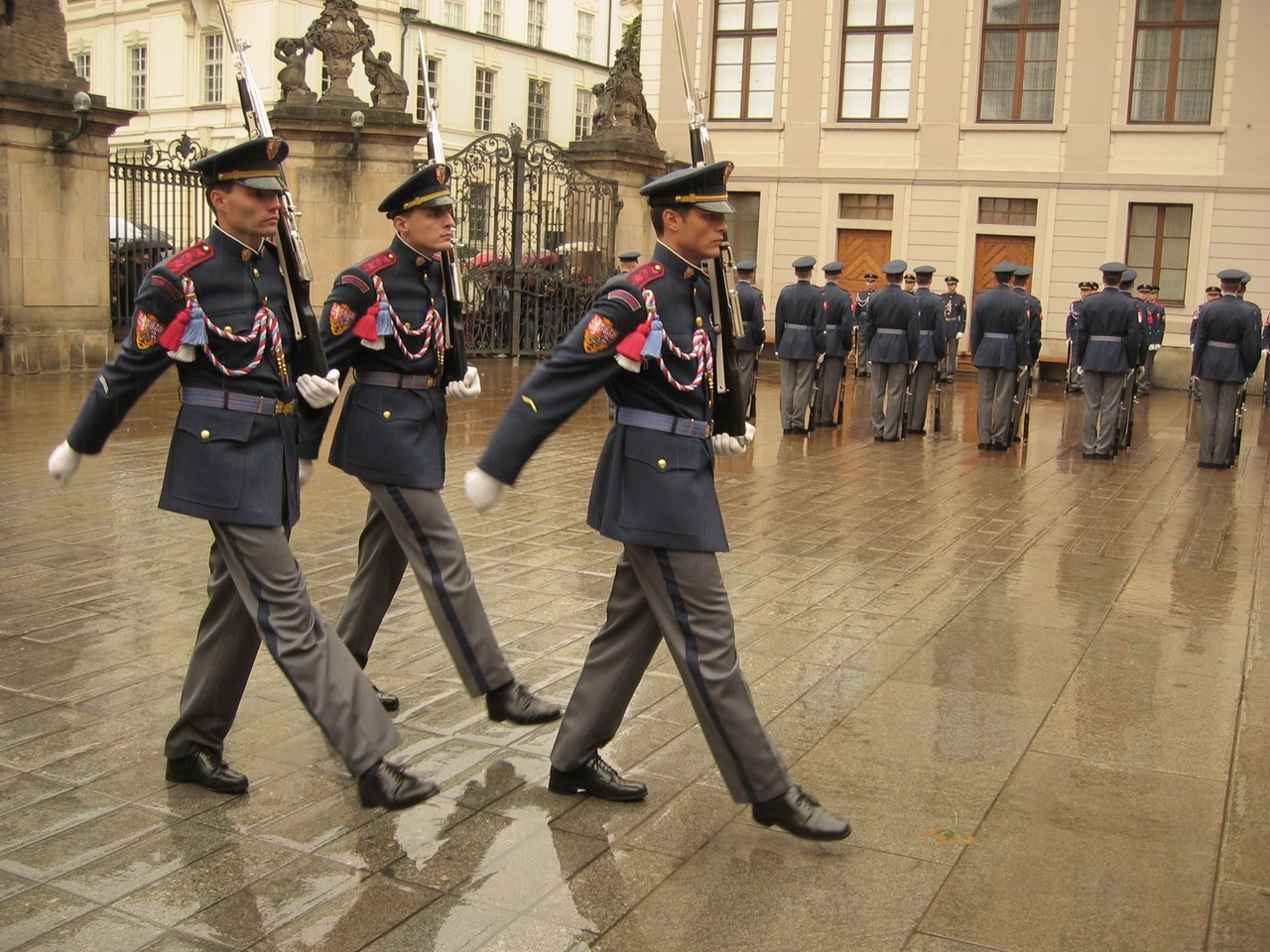
捷克共和國的布拉格城堡新皇宮（總統府）
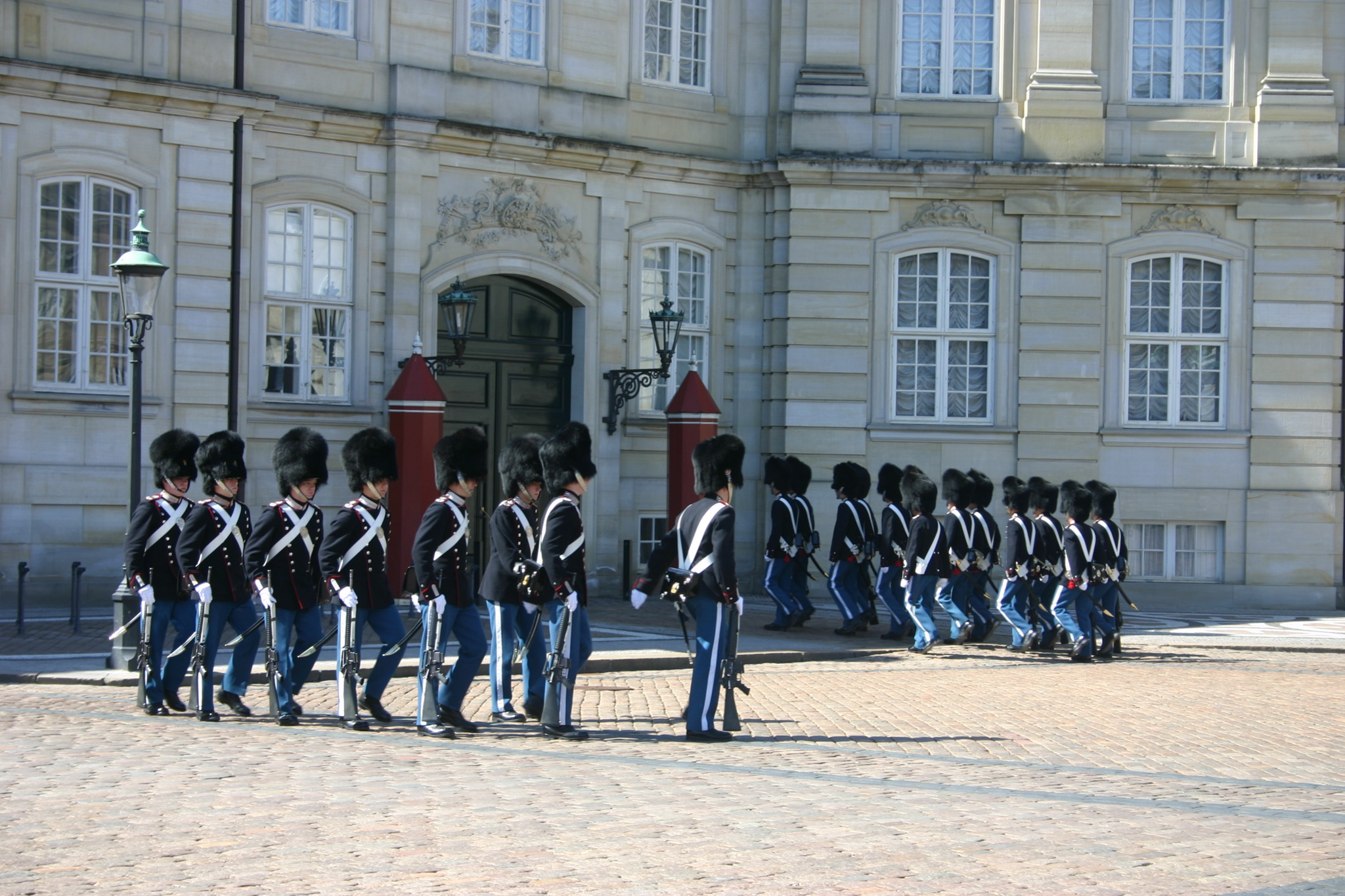
丹麥哥本哈根的阿馬林堡宮
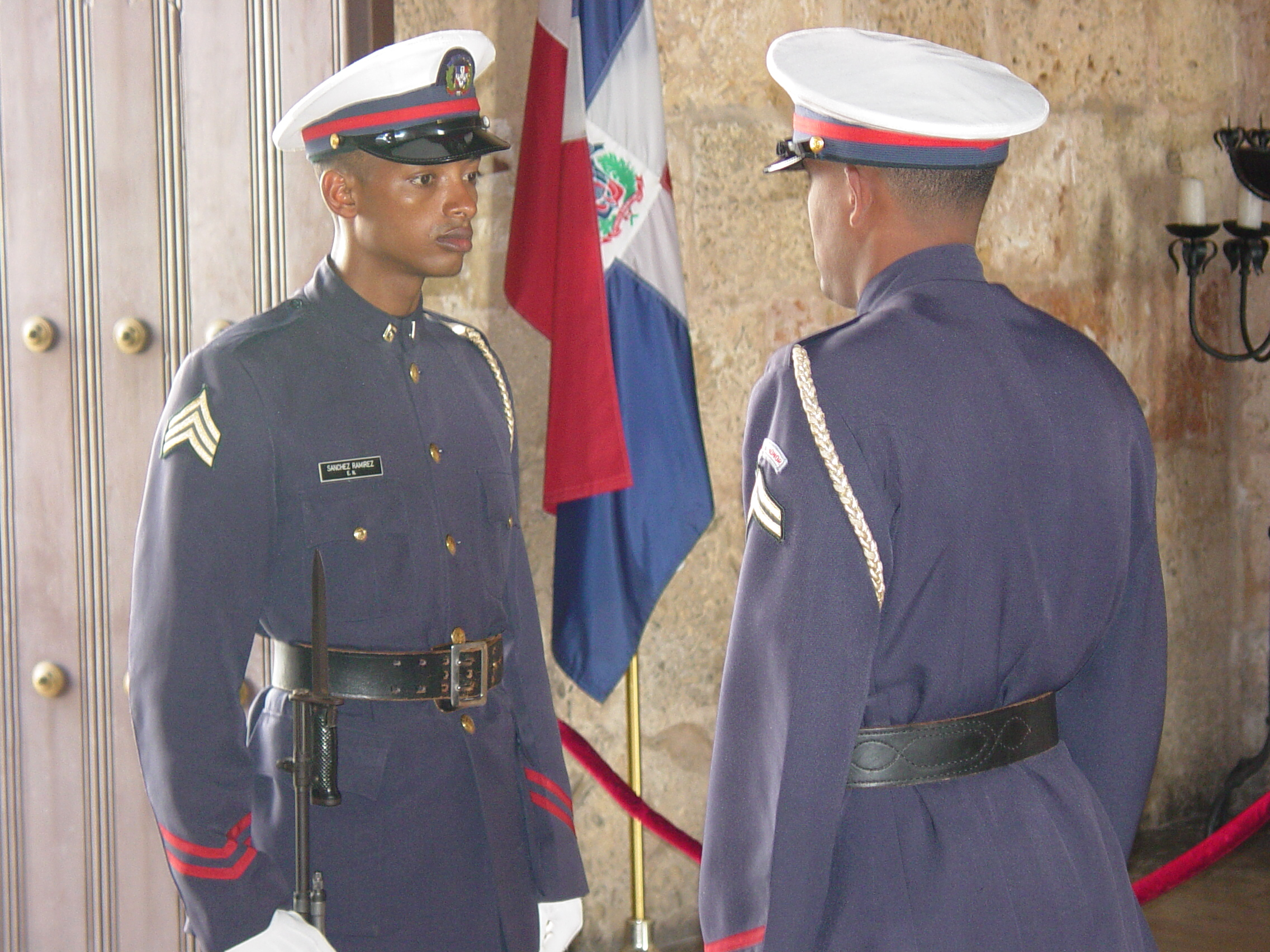
多明尼加共和國聖多明哥的國家萬神殿
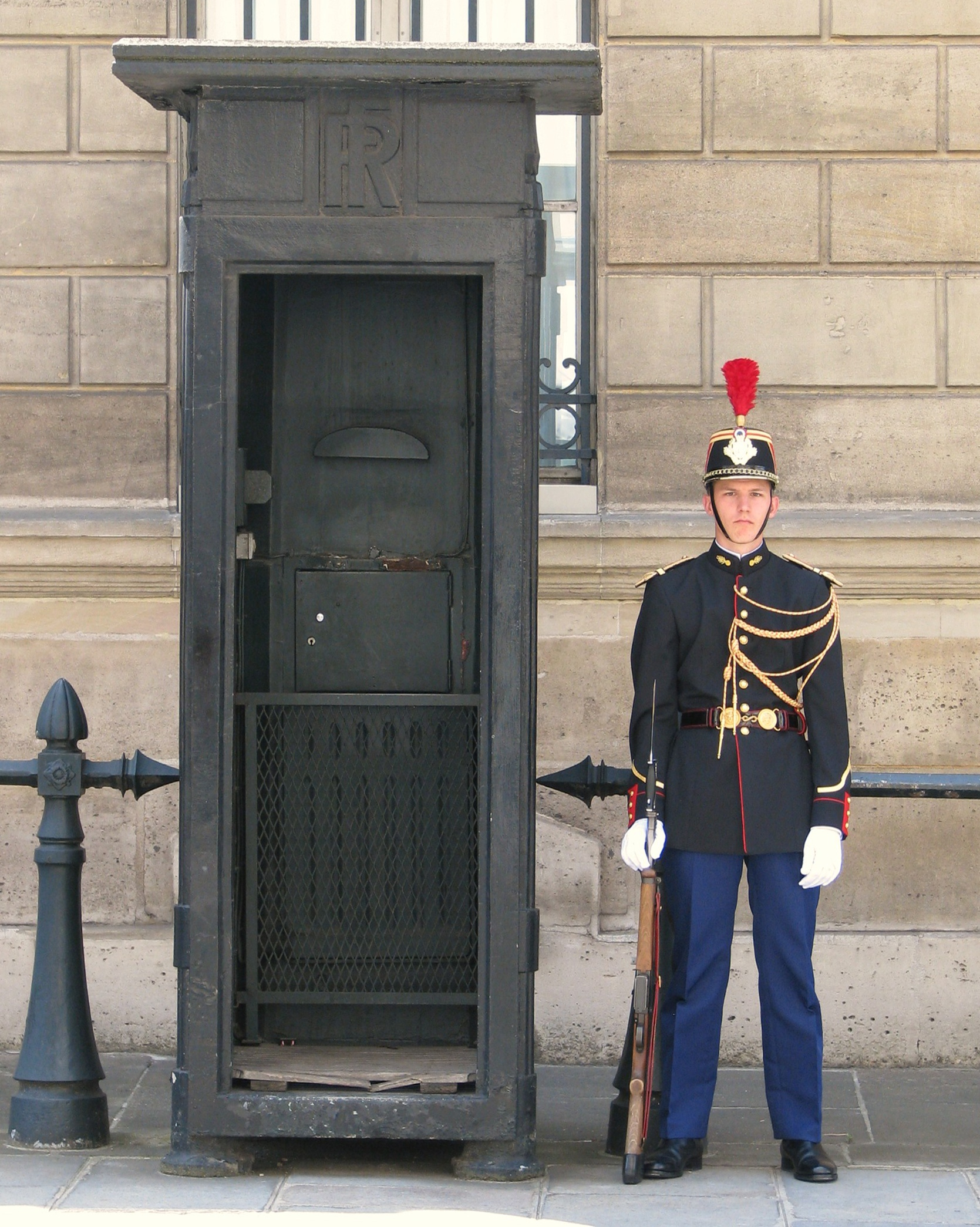
法國巴黎的愛麗舍宮
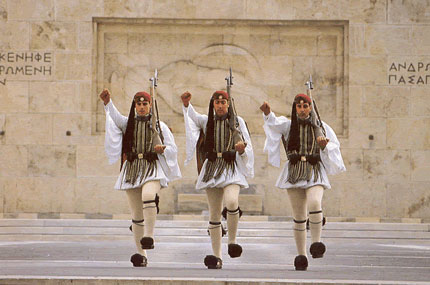
希臘雅典的總統府和憲法廣場前的無名烈士墓
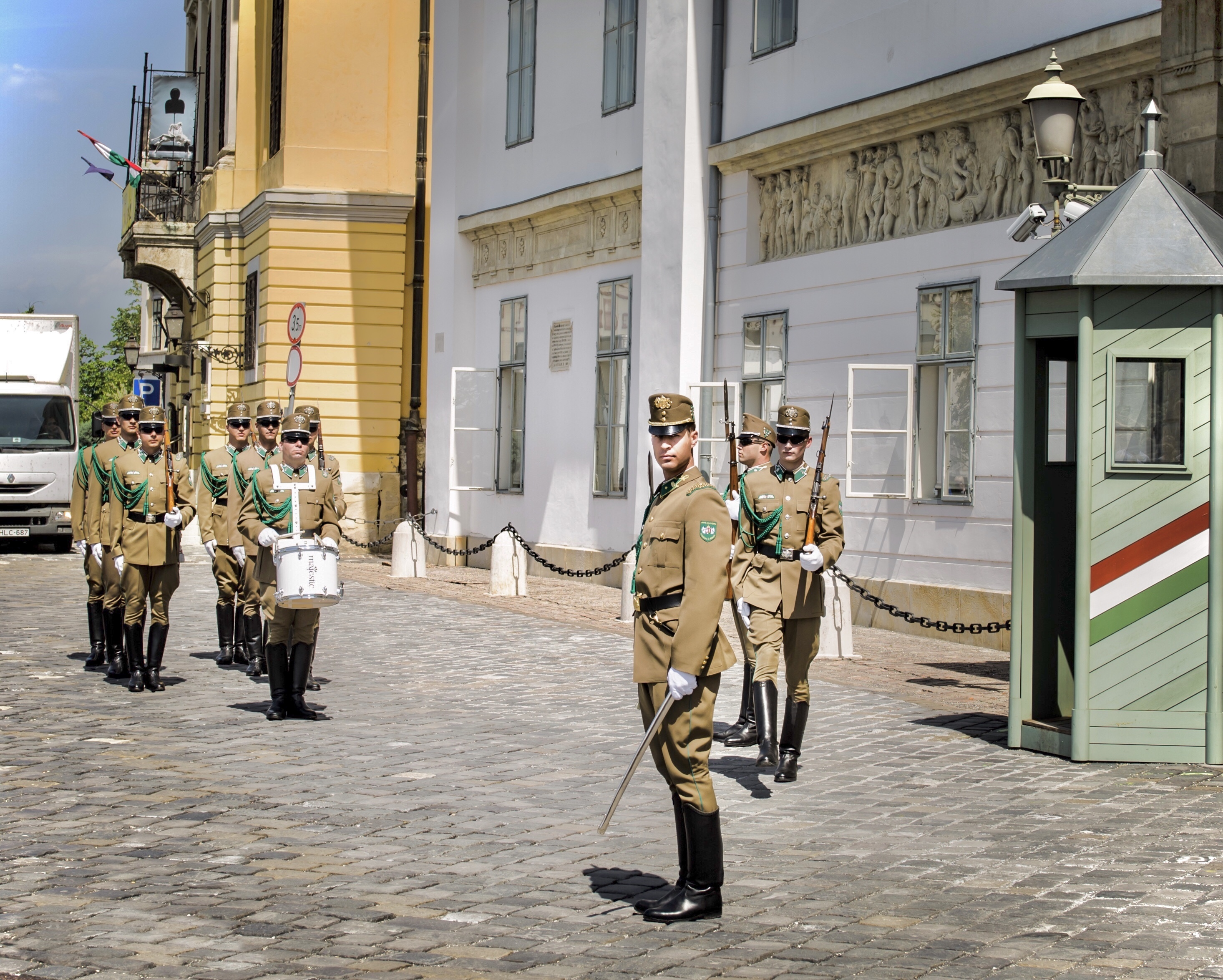
匈牙利布達佩斯城堡山的山多爾宮
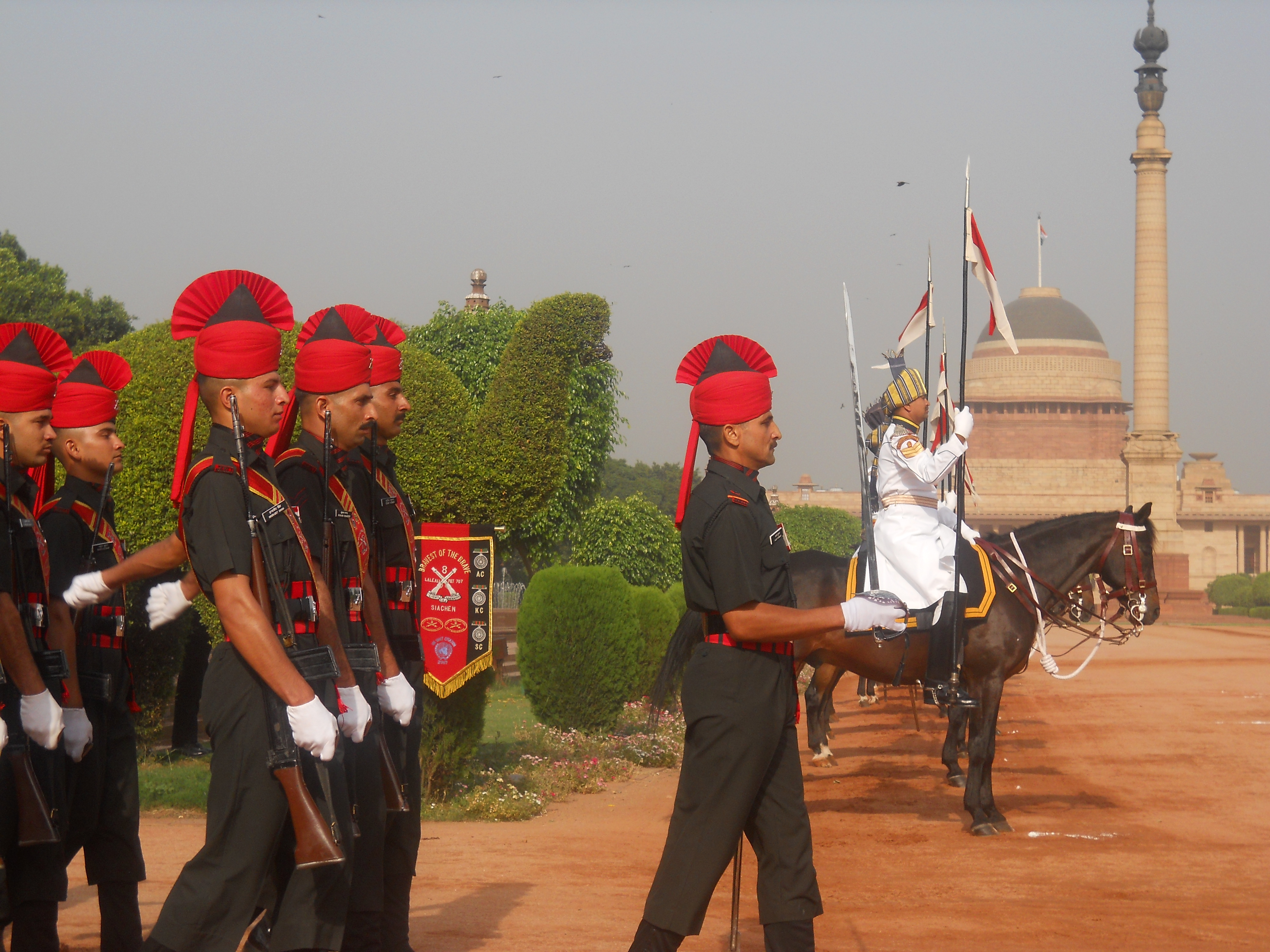
印度新德里的總統府
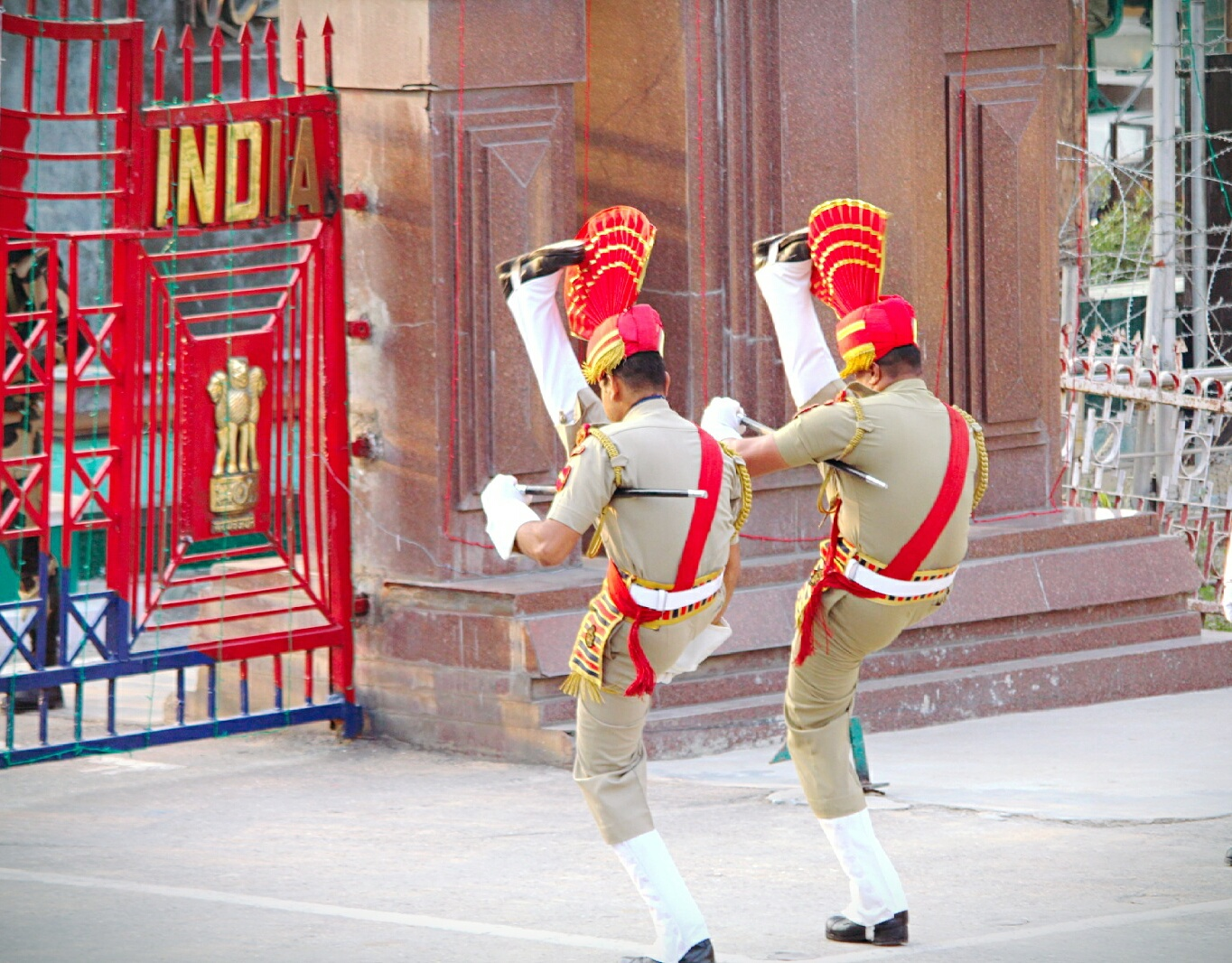
瓦加-雅達瑞邊界降旗典禮（印度-巴基斯坦邊境交界地）
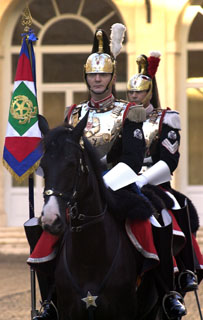
意大利羅馬的奎里納爾宮、參眾議會和维托里亚诺無名烈士墓
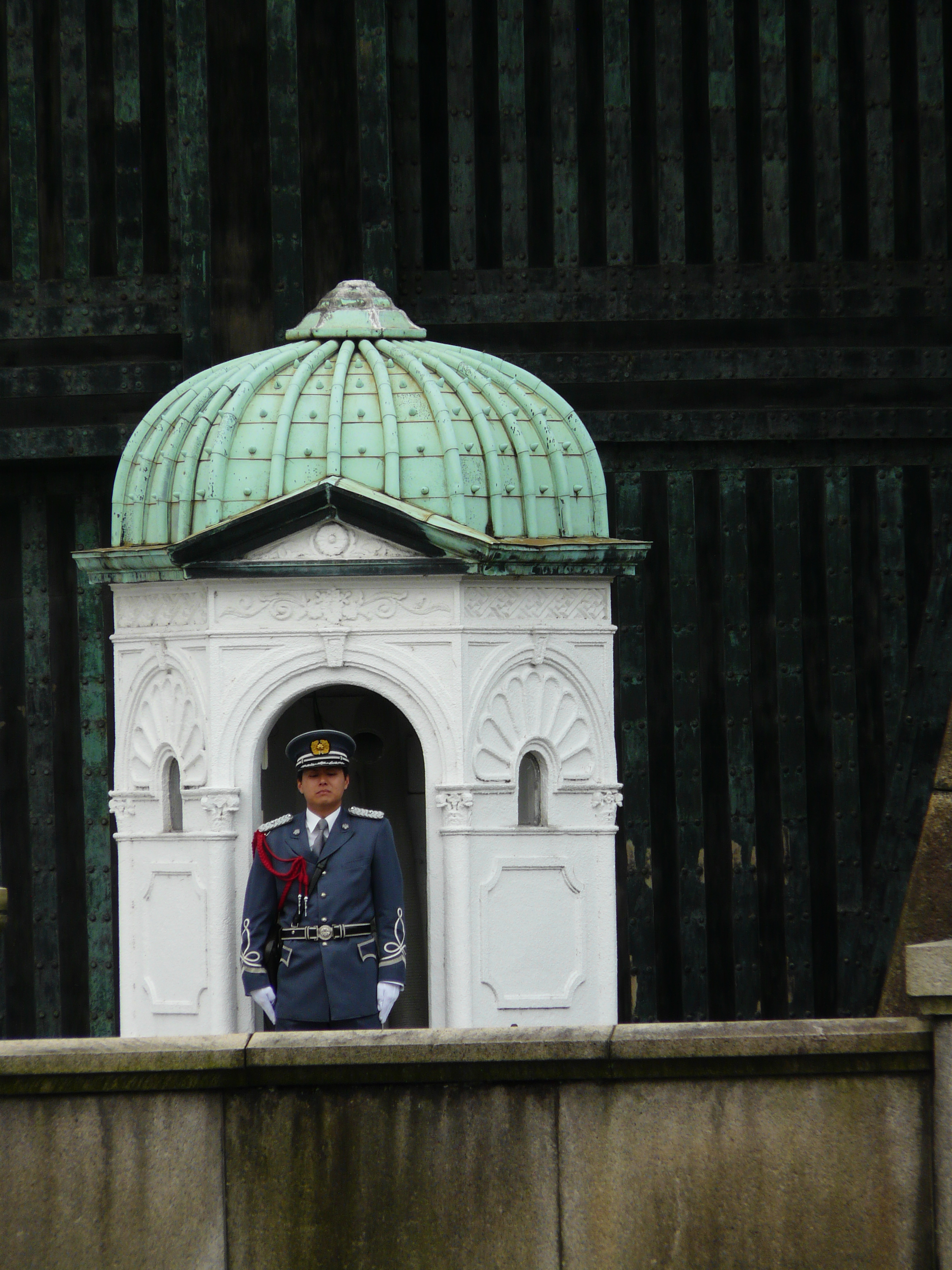
日本東京皇居正門
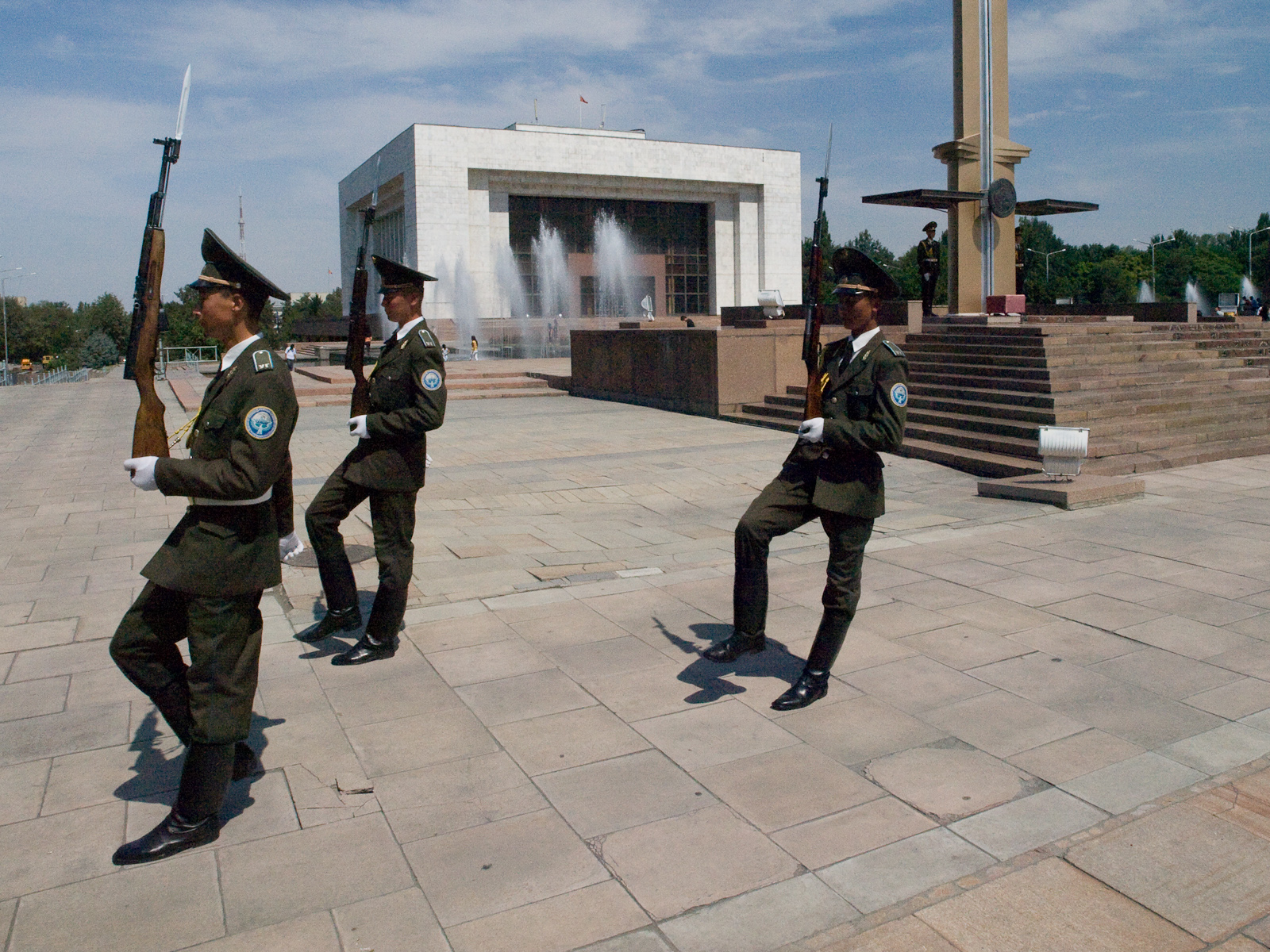
吉爾吉斯比什凱克阿拉套广场的總統府
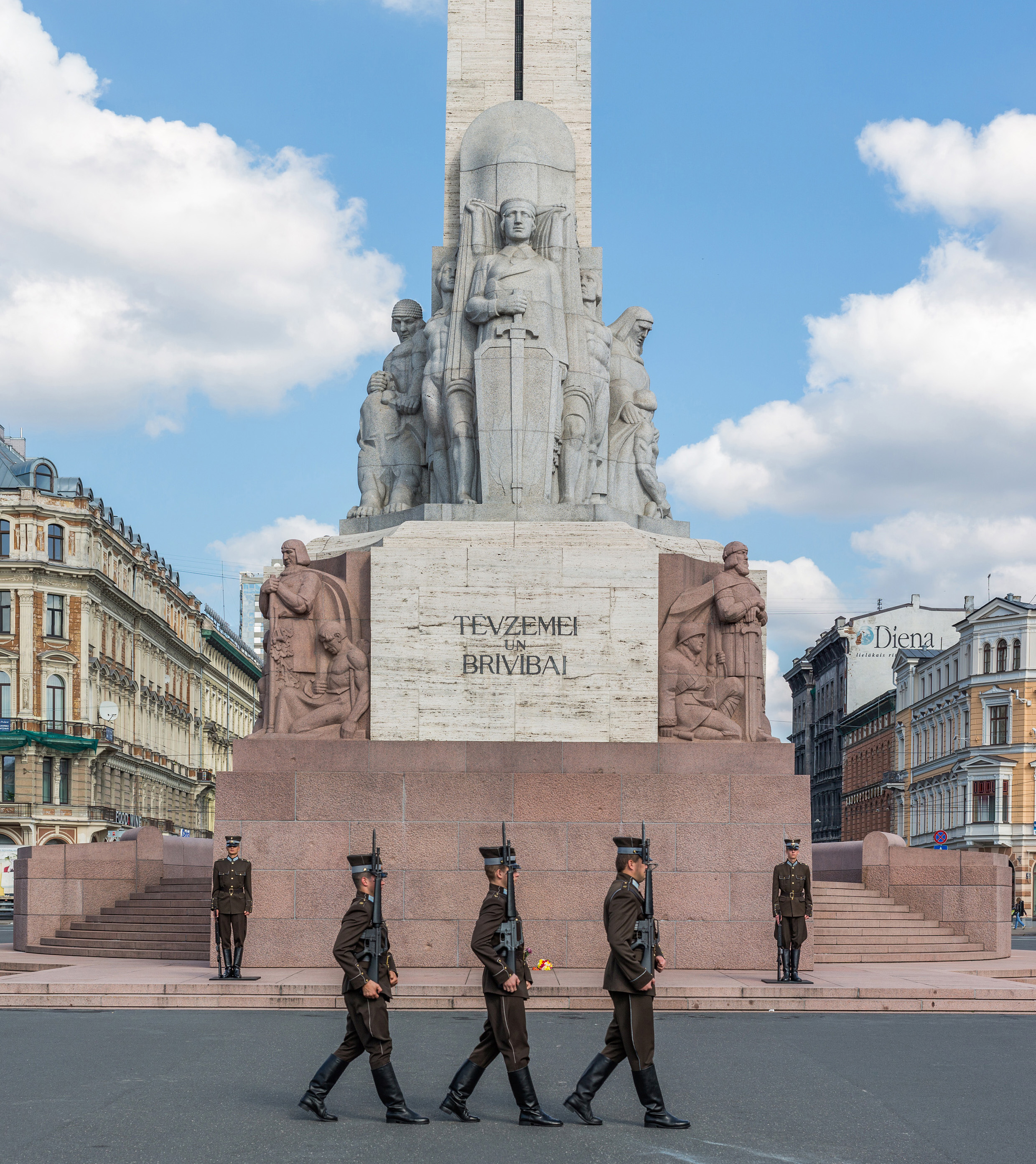
拉脫維亞里加的自由紀念碑以及里加城堡
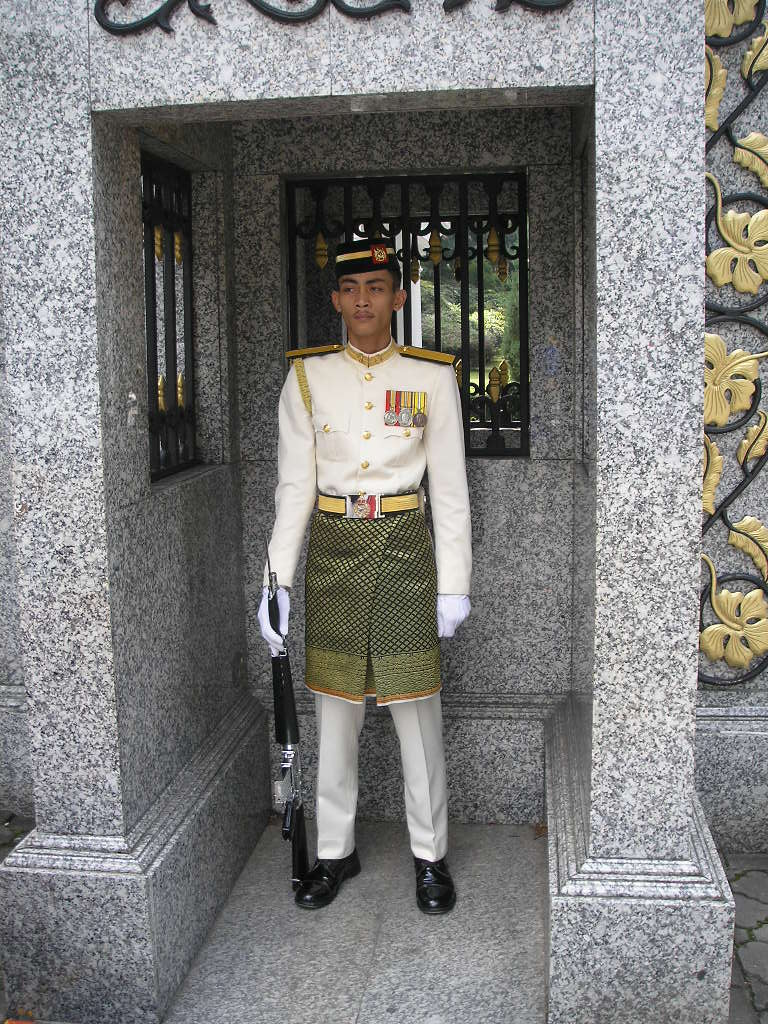
马来西亚吉隆坡的國家王宮
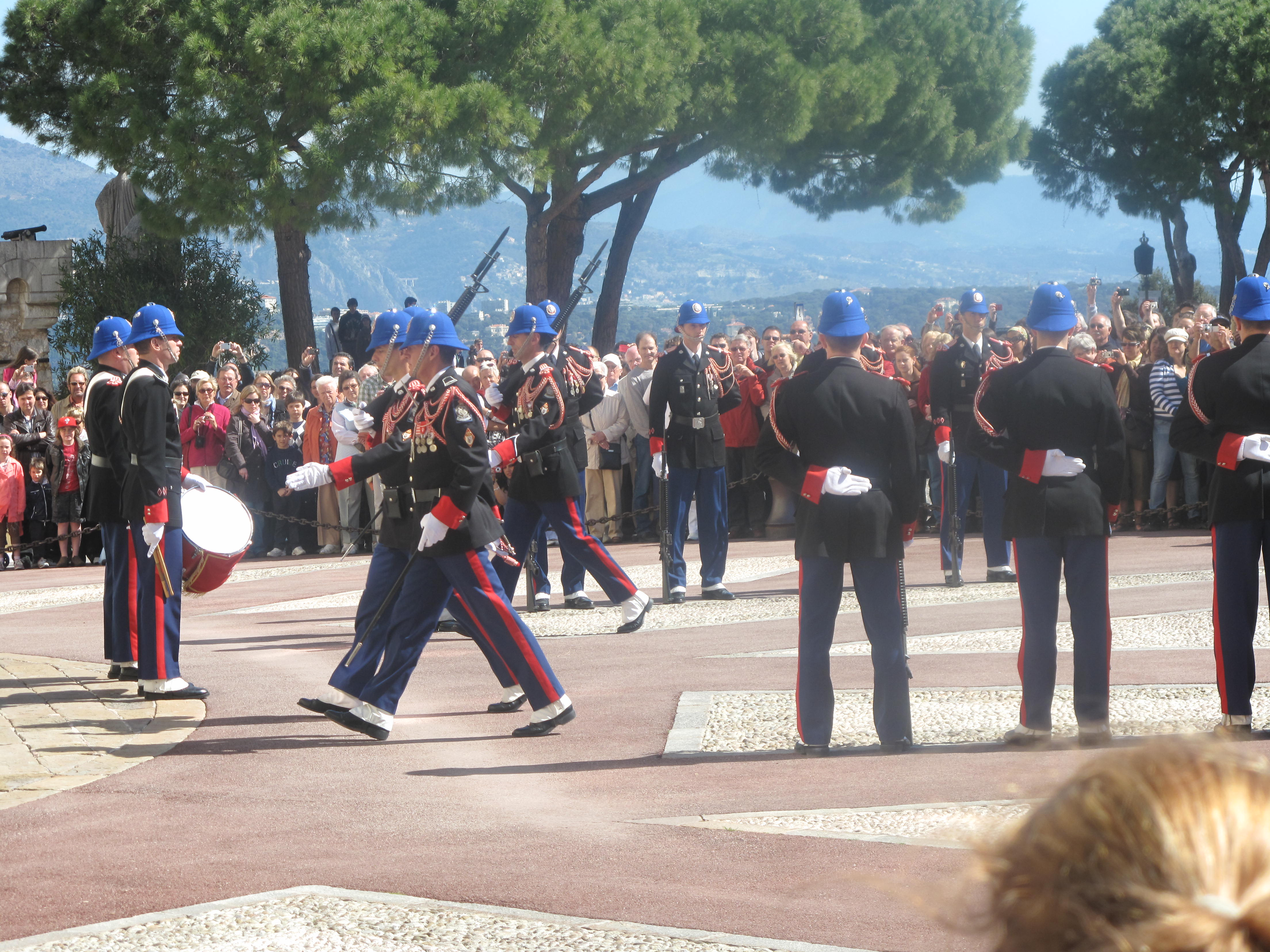
摩納哥摩納哥城的親王宮
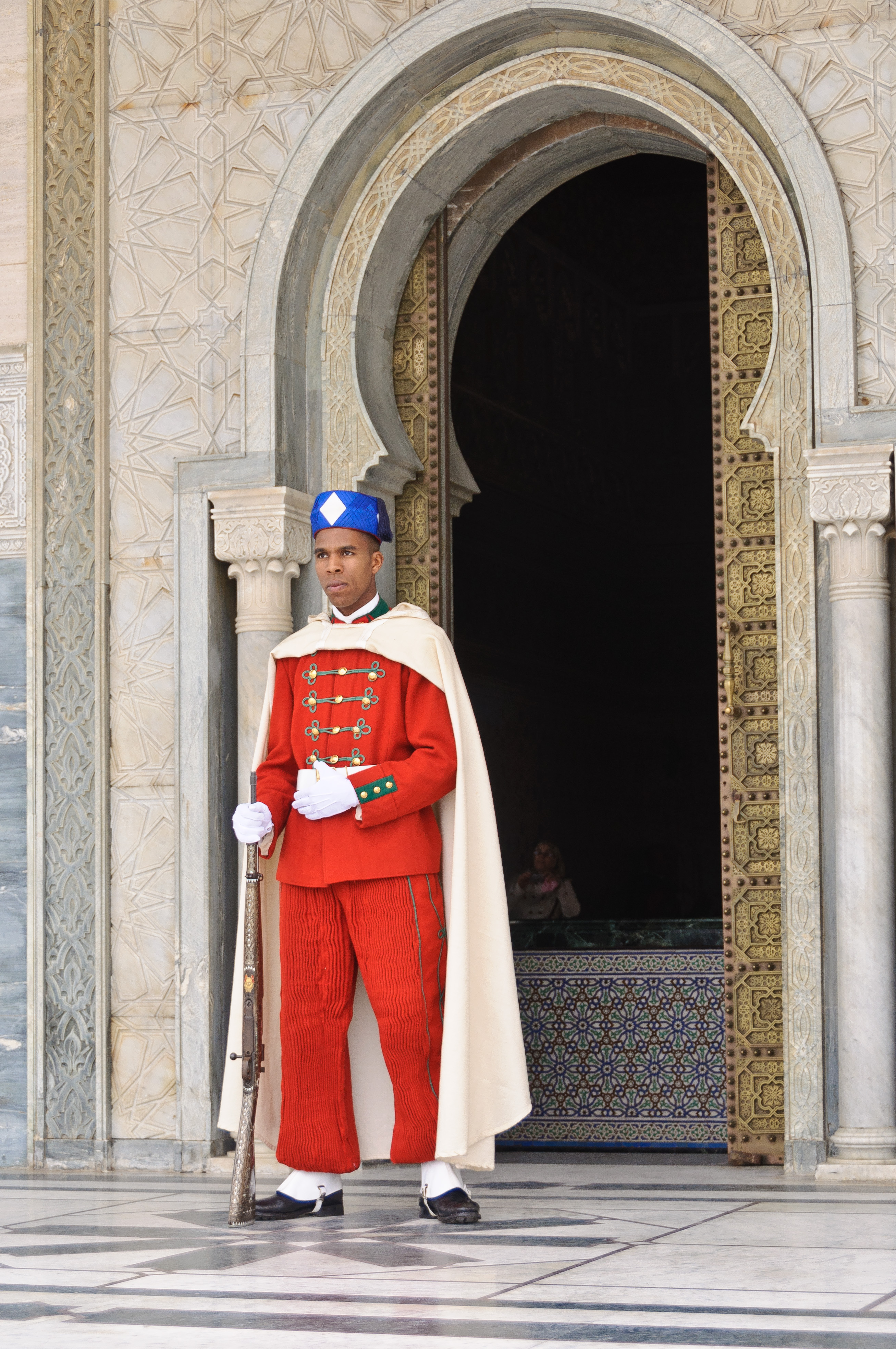
摩洛哥拉巴特的皇宮和穆罕默德五世陵墓
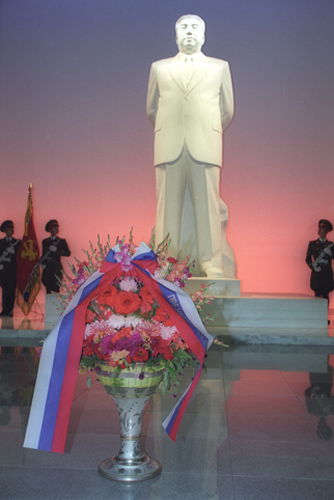
平壤的錦繡山太陽宮、朝鲜劳动党中央委员会和萬壽臺議事堂，由護衛司令部衛兵站崗
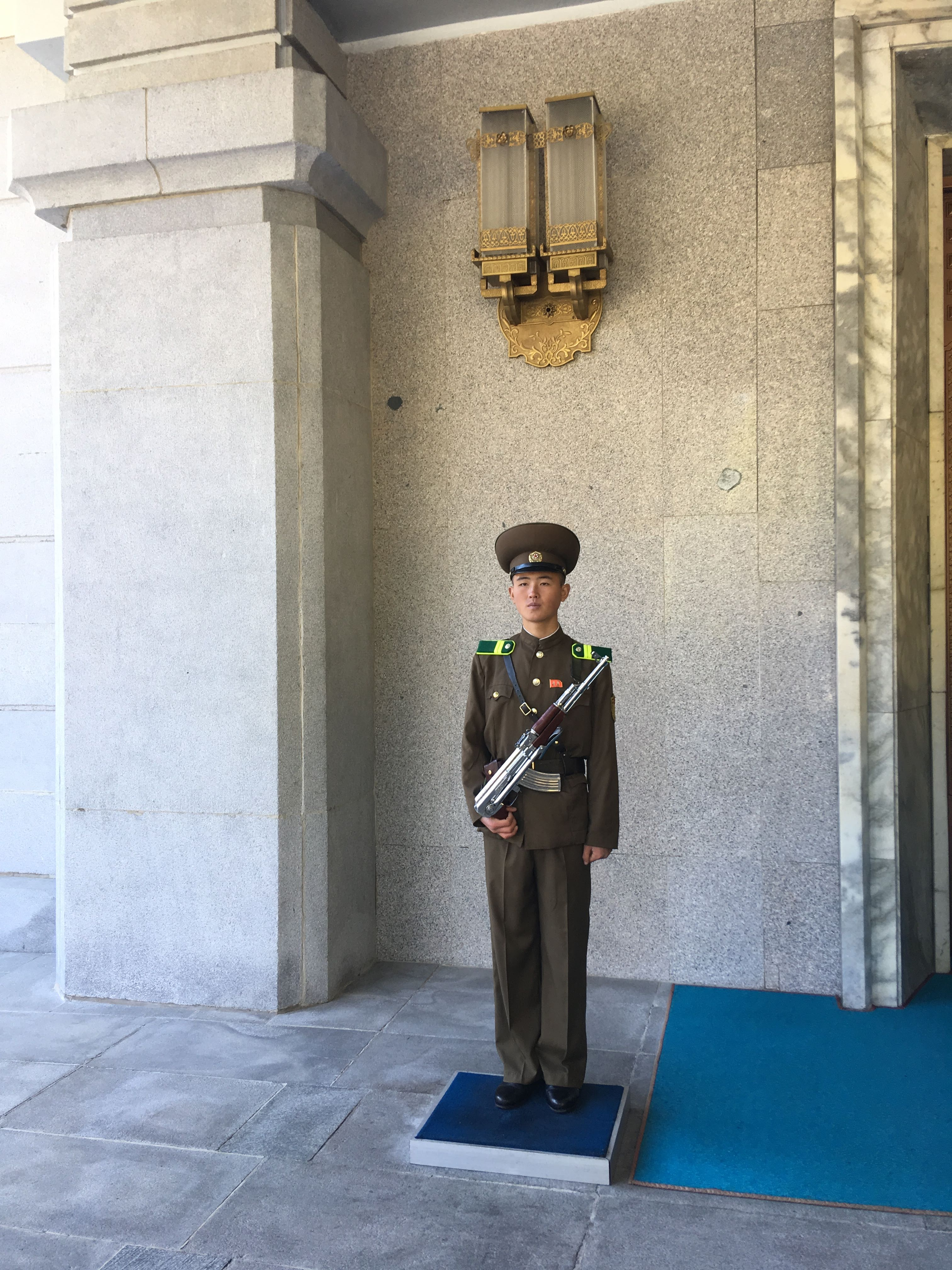
妙香山的國際友誼展覽館，由護衛司令部衛兵站崗
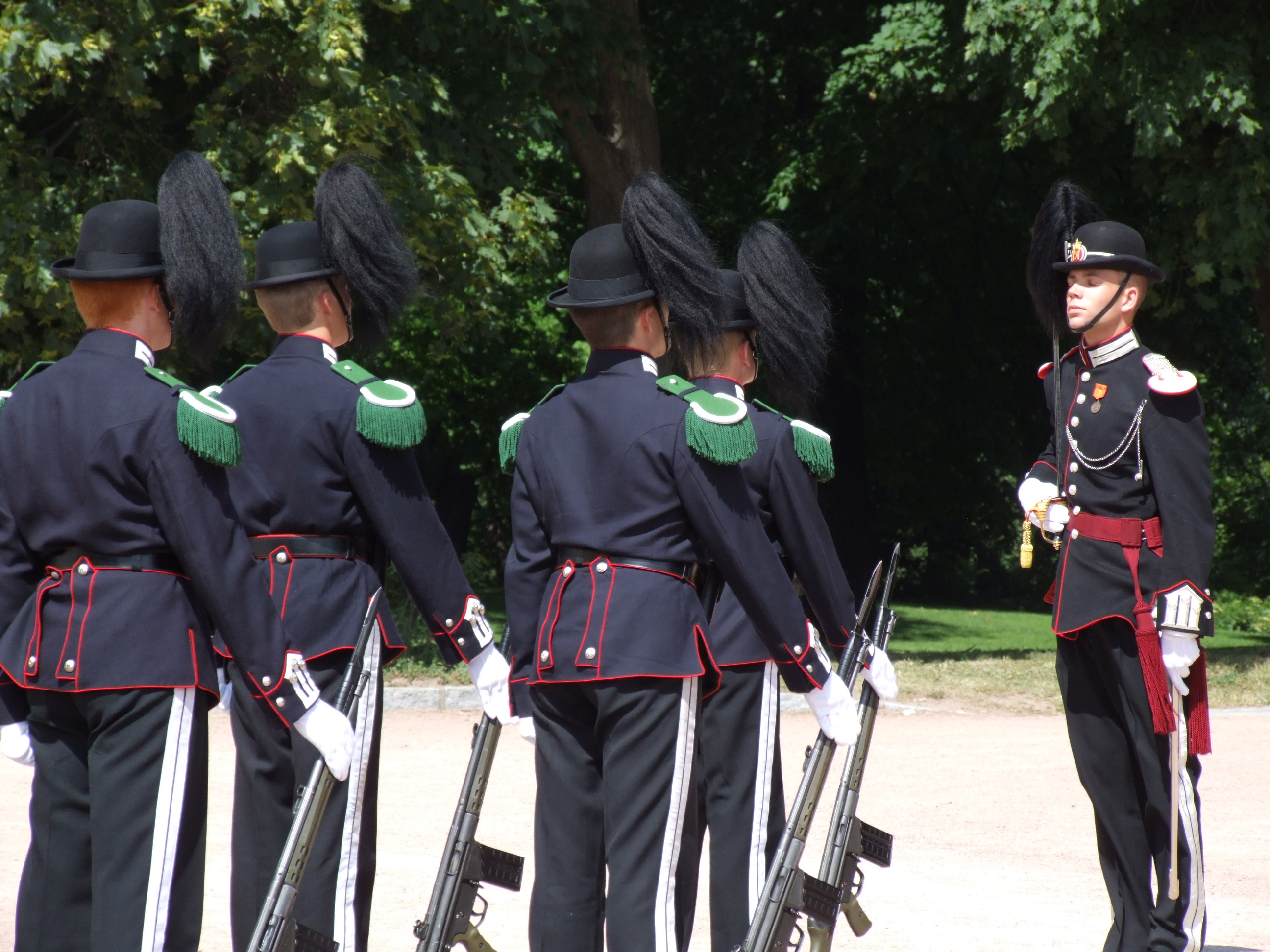
挪威的奧斯陸王宮
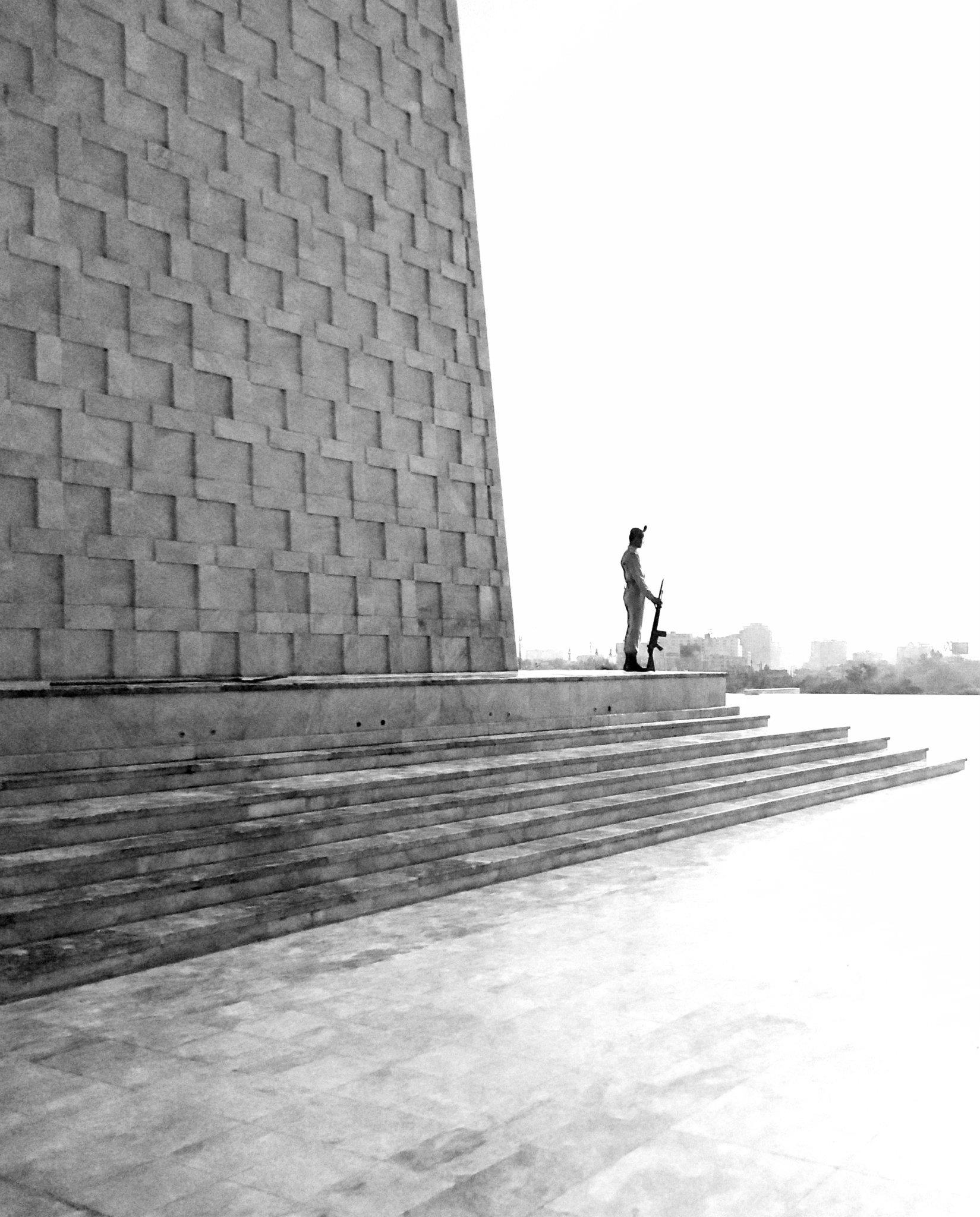
巴基斯坦喀拉蚩的真納陵寢紀念堂和拉合爾的阿拉马·伊克巴勒墓（英语：Tomb of Allama Iqbal）
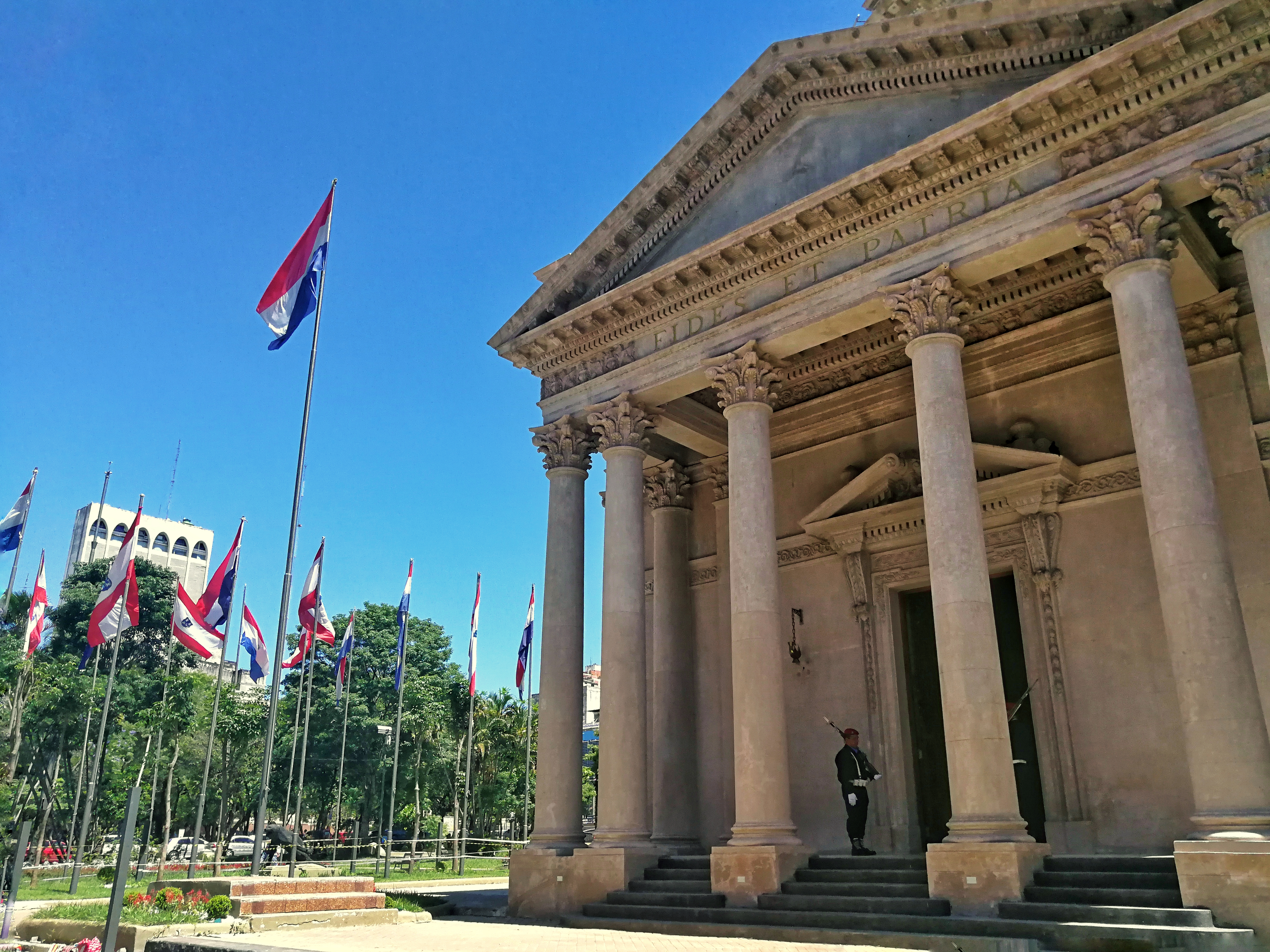
巴拉圭亞松森的國家英雄萬神殿
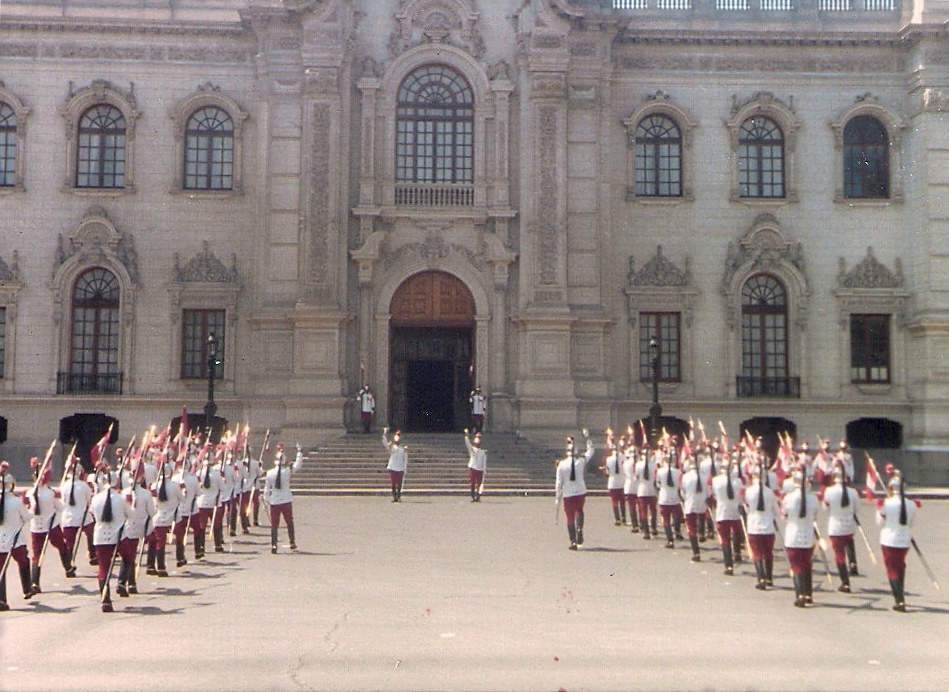
秘魯利馬的政府宮以及英雄萬神殿（西班牙语：Panteón de los Próceres） （页面存档备份，存于）
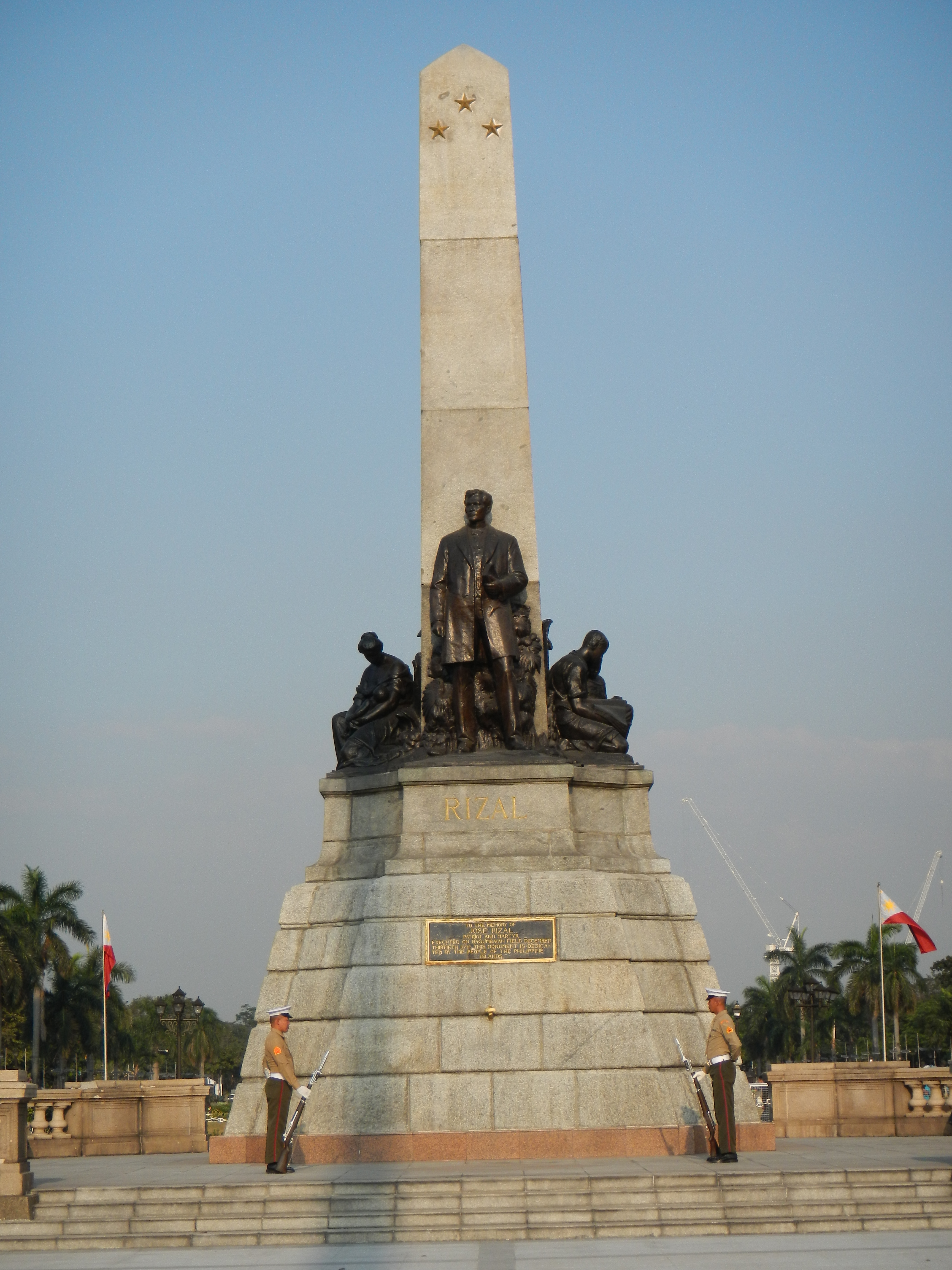
菲律賓馬尼拉的黎剎紀念碑
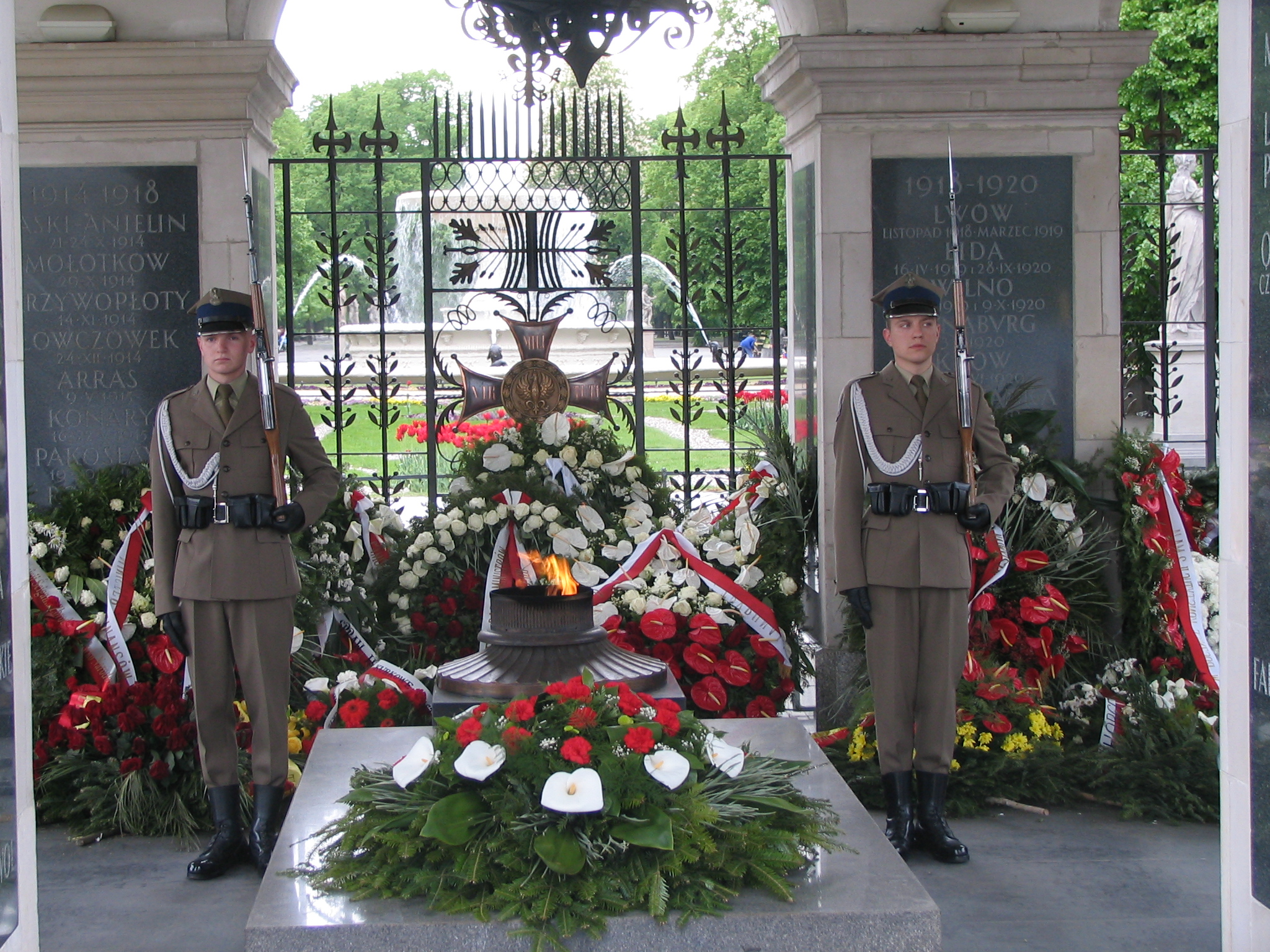
波蘭華沙的無名烈士墓
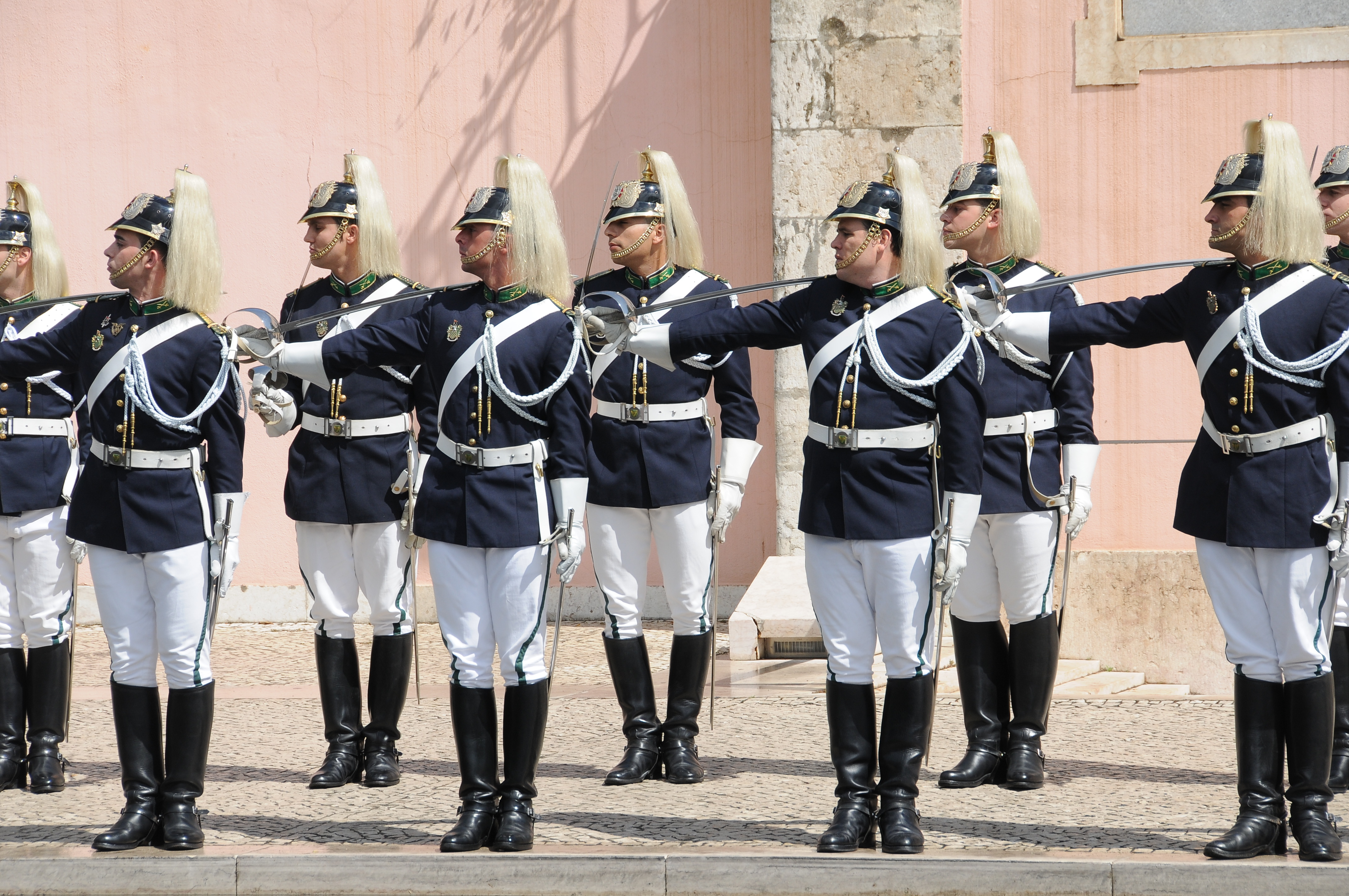
葡萄牙里斯本的貝倫宮
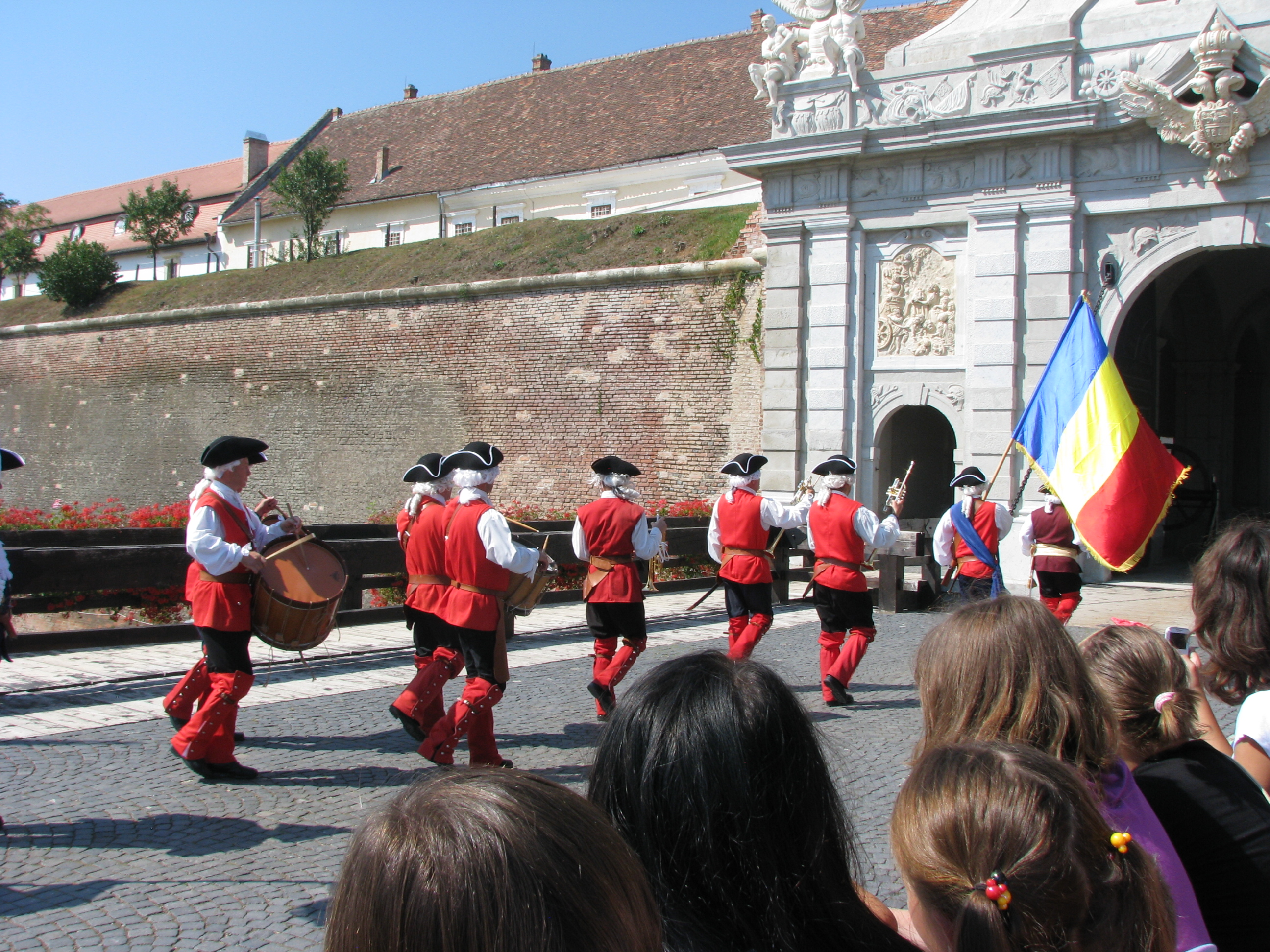
羅馬尼亞的阿爾巴卡羅琳娜城堡
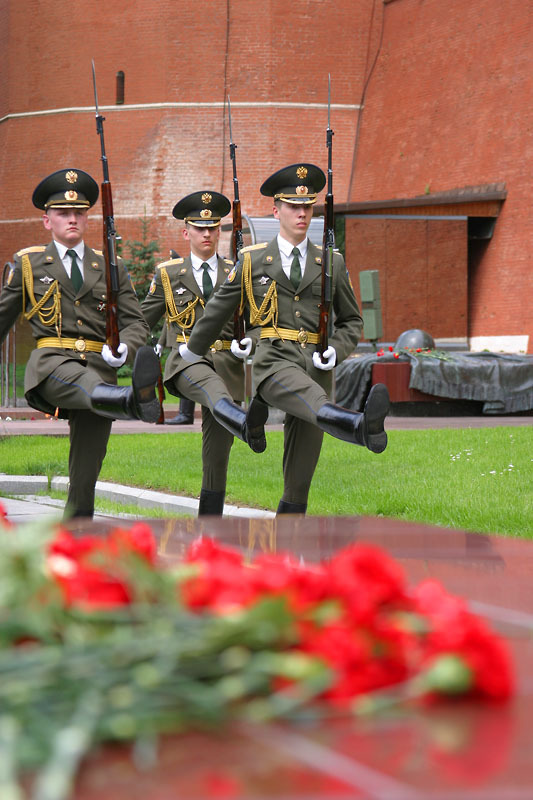
俄羅斯莫斯科克里姆林宮、1993年以前紅場的列寧墓和目前的亞歷山大公園無名塚
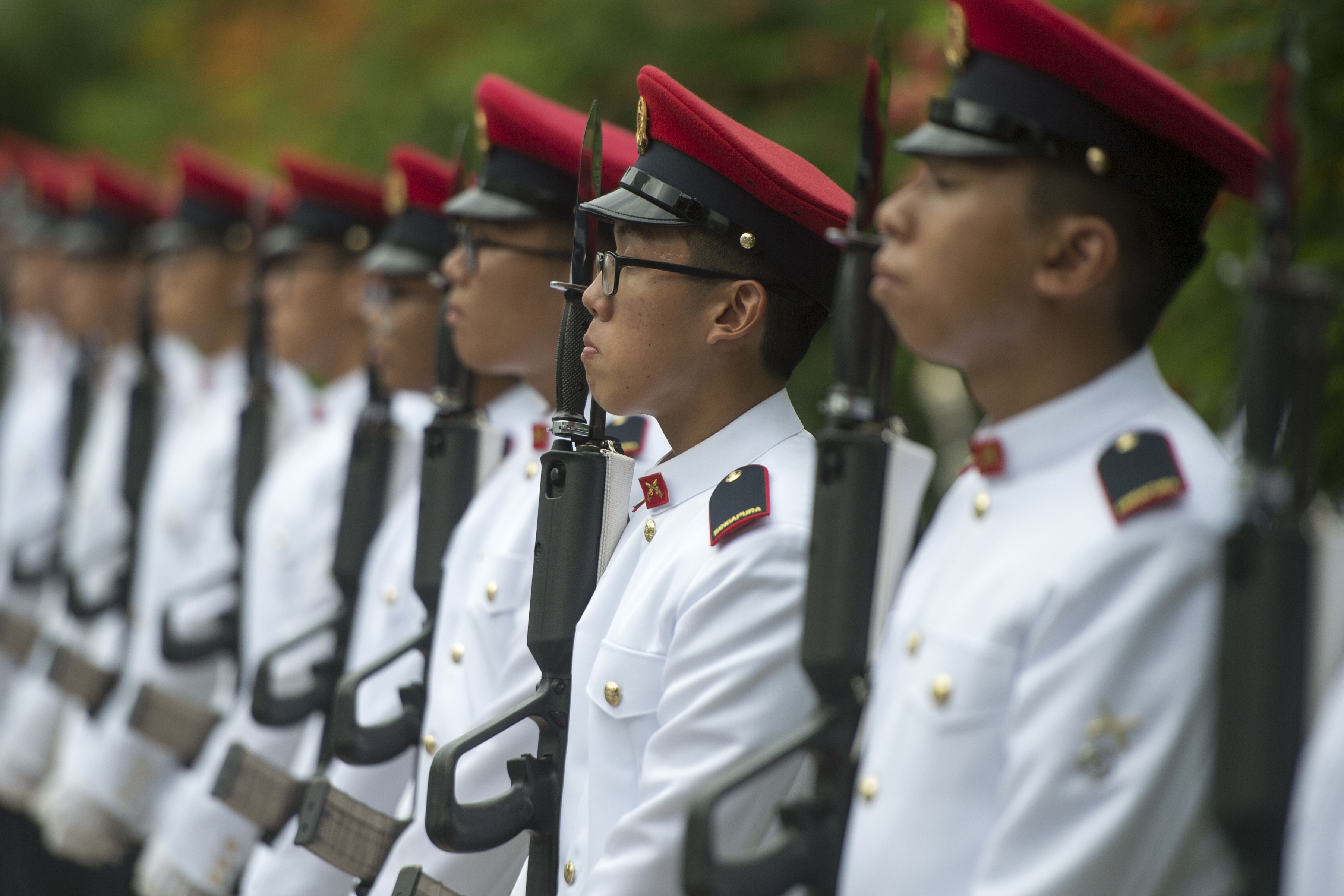
新加坡總統府
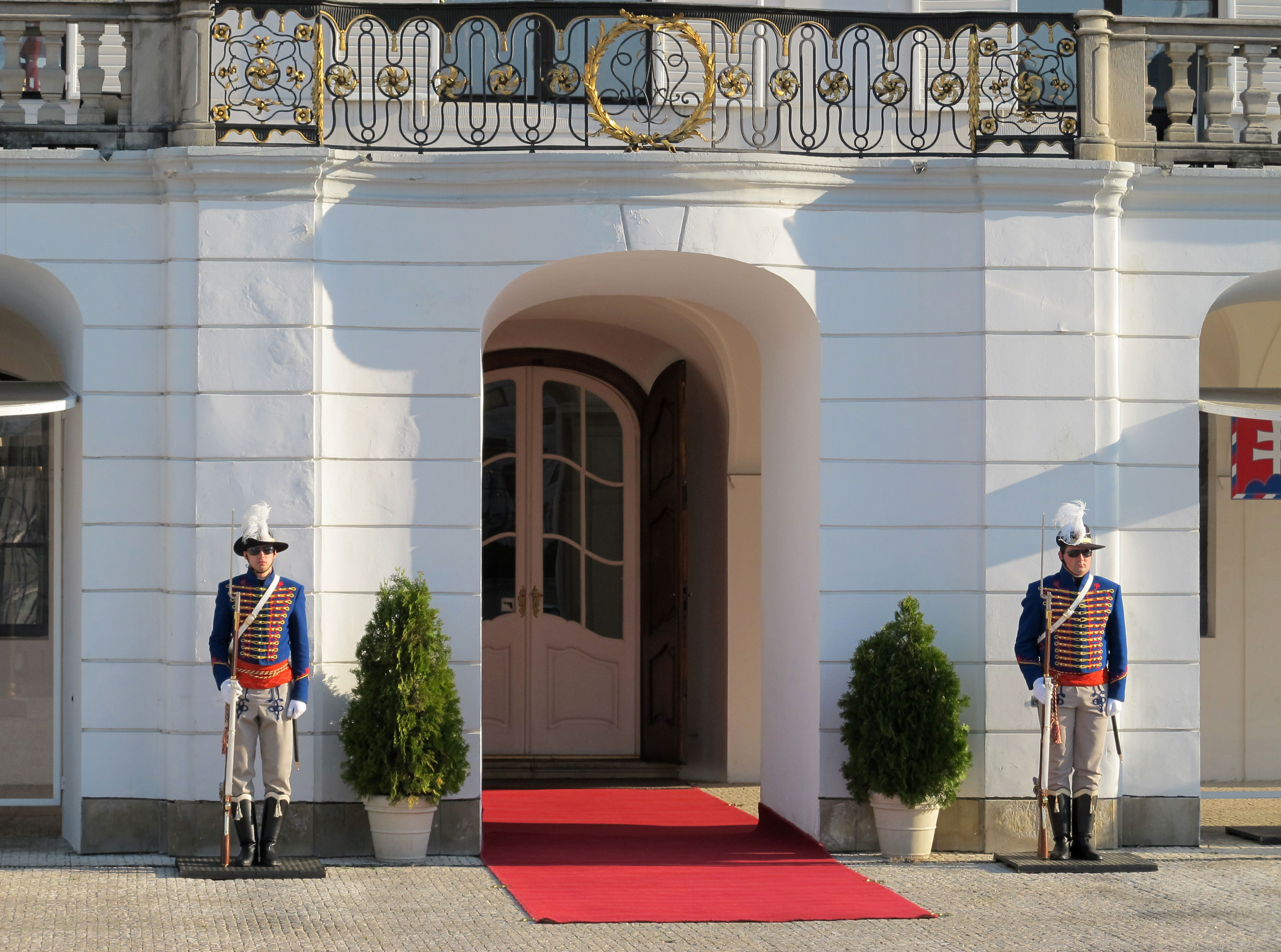
斯洛伐克布拉提斯拉瓦的總統府
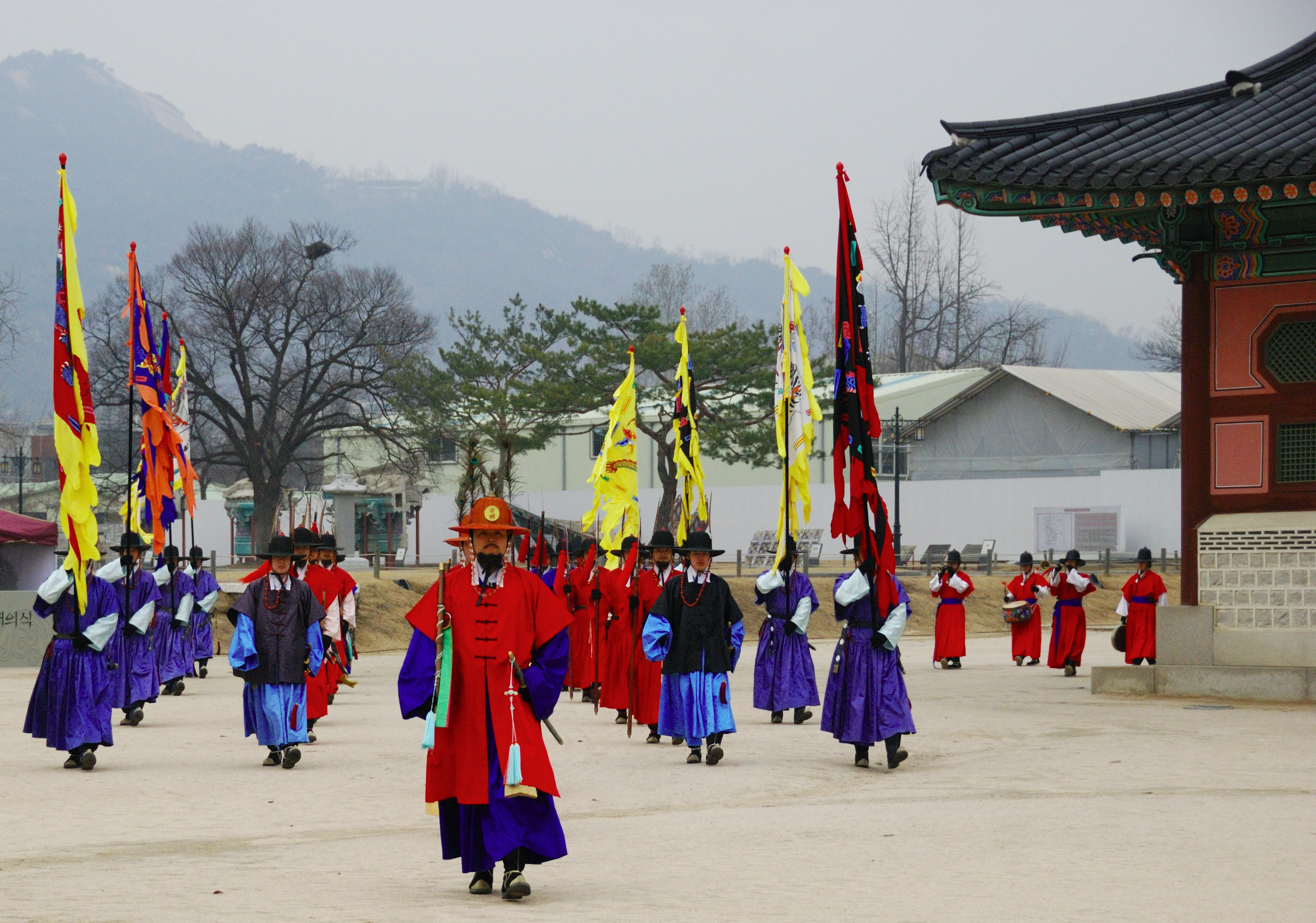
韓國首爾的德壽宮和景福宮，由傳統儀隊駐守
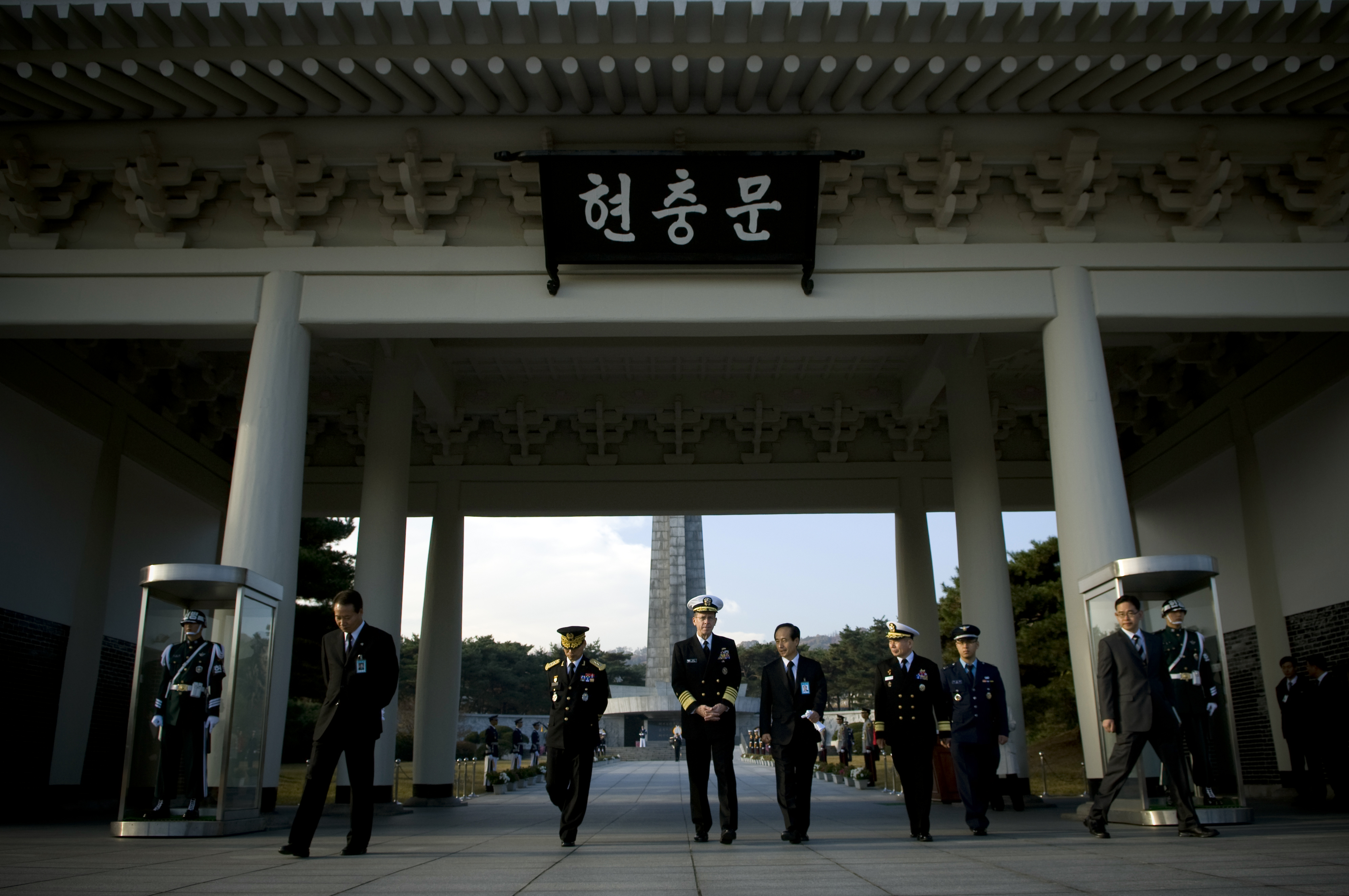
韓國首爾國立首爾顯忠院和大田國立大田顯忠院，分由三軍儀隊和鷄龍臺勤務支援團（朝鲜语：계룡대근무지원단）儀仗隊站崗
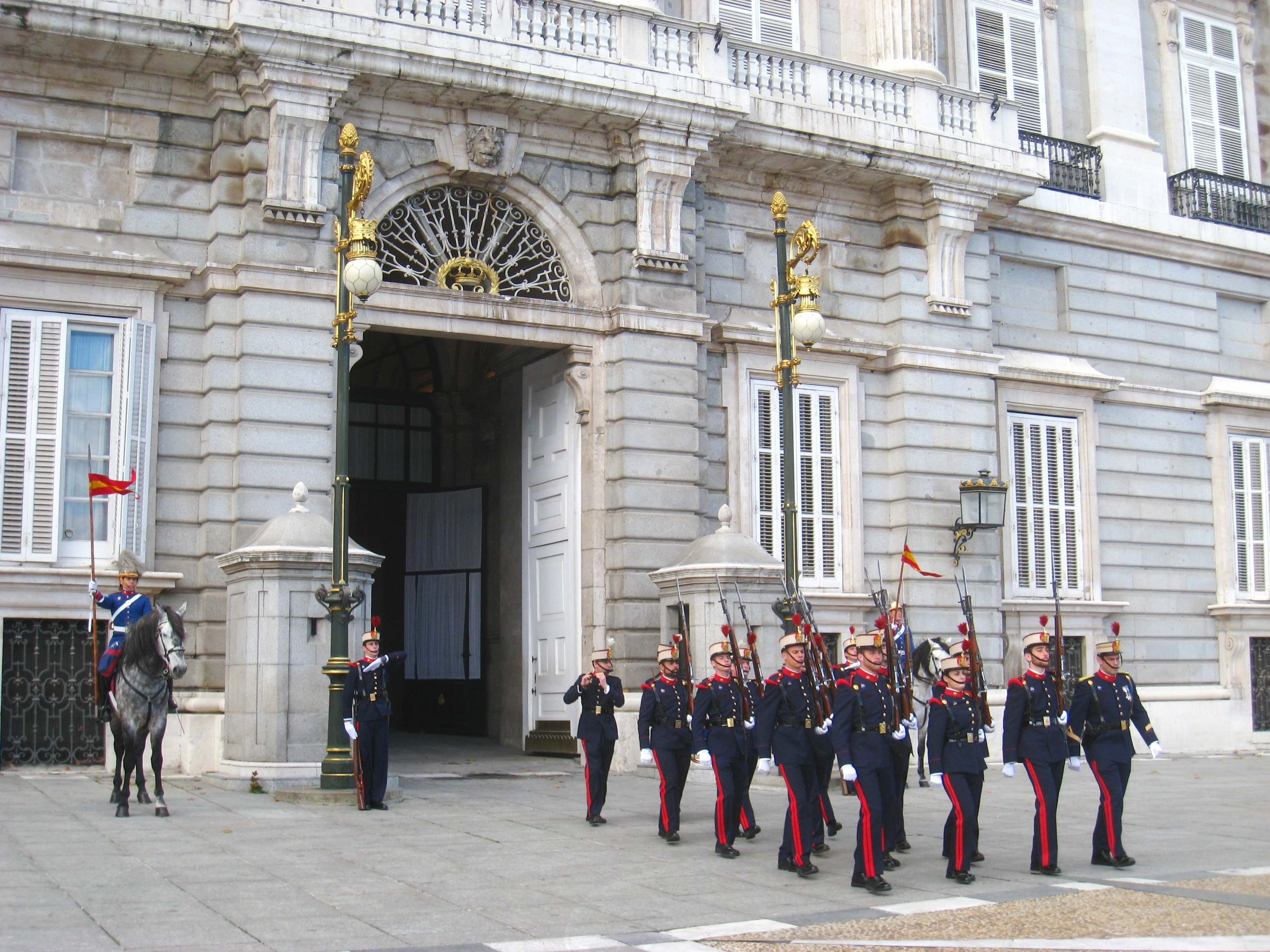
西班牙的馬德里王宮
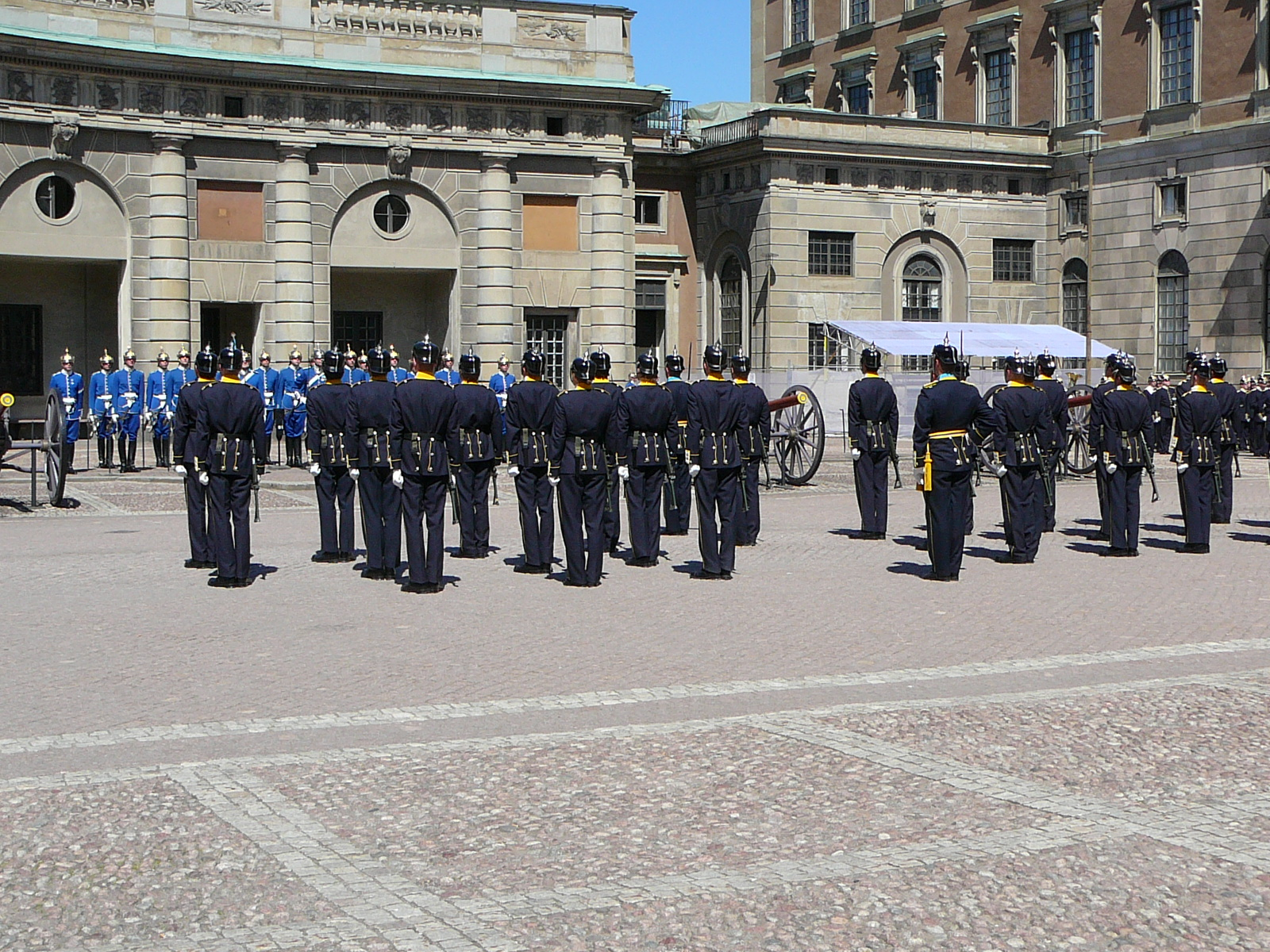
瑞典的斯德哥爾摩王宮
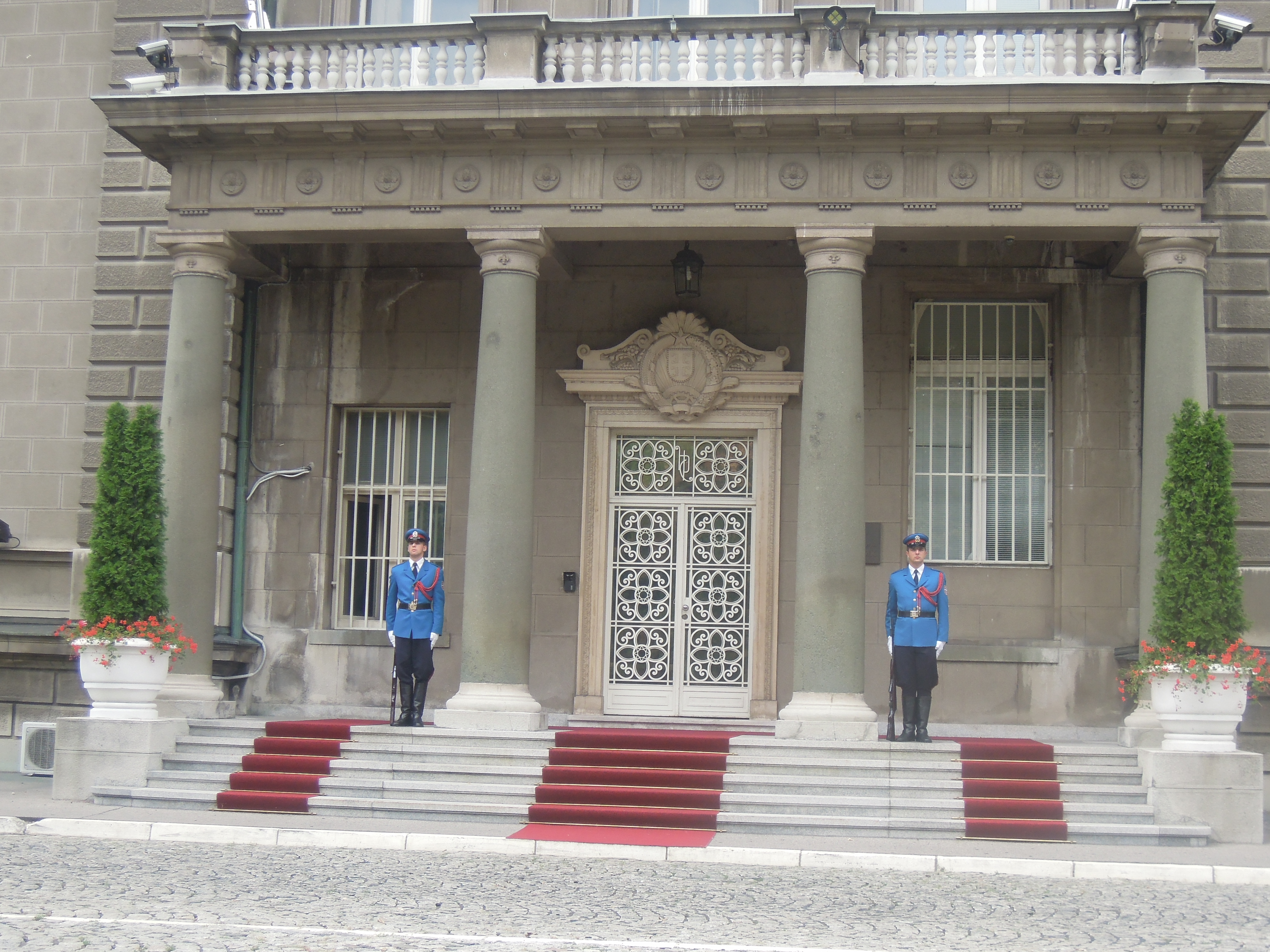
塞爾維亞貝爾格勒的新王宮（總統府）
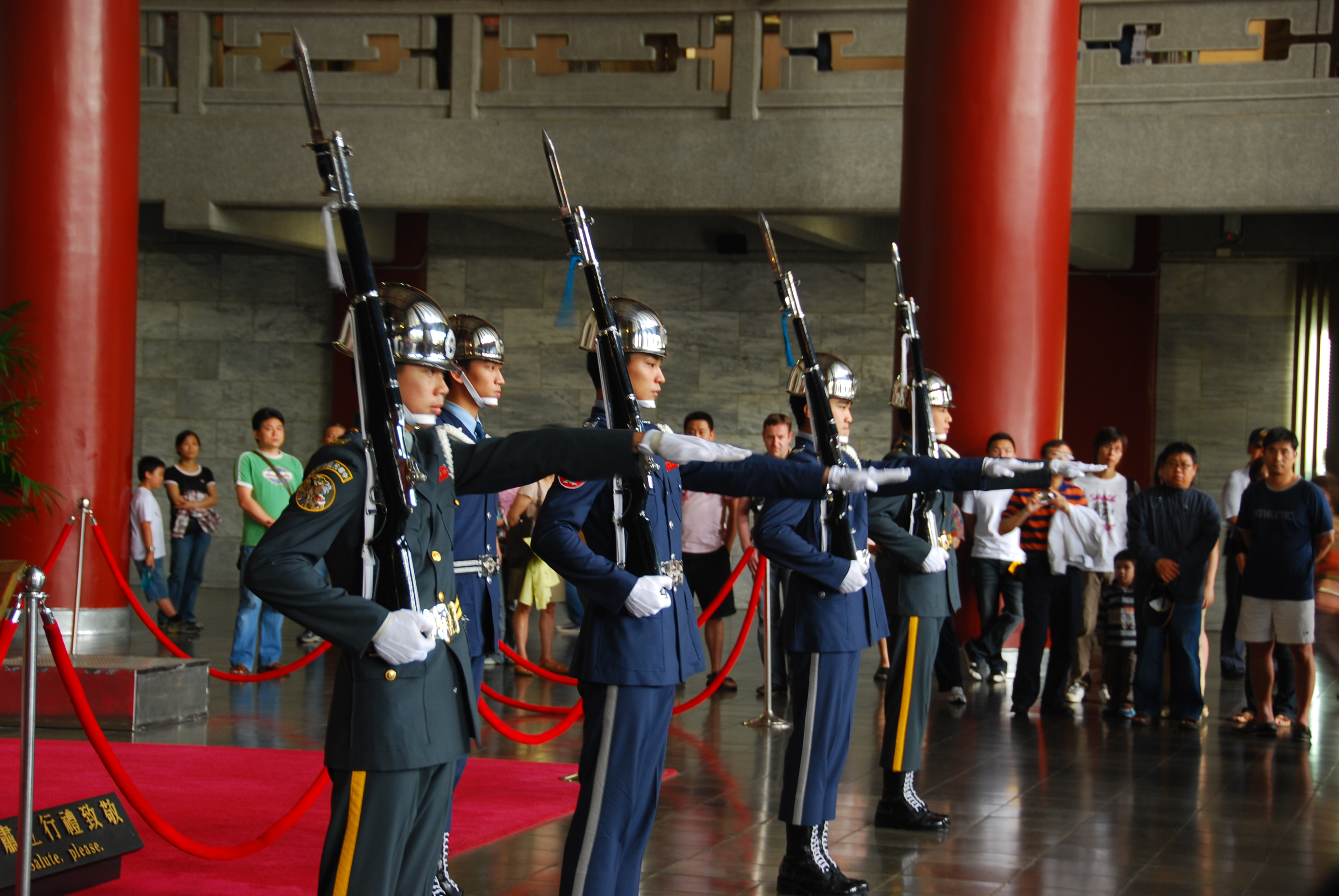
中華民國臺北市的國父紀念館、中正紀念堂和忠烈祠、桃園市的慈湖陵寢、頭寮陵寢
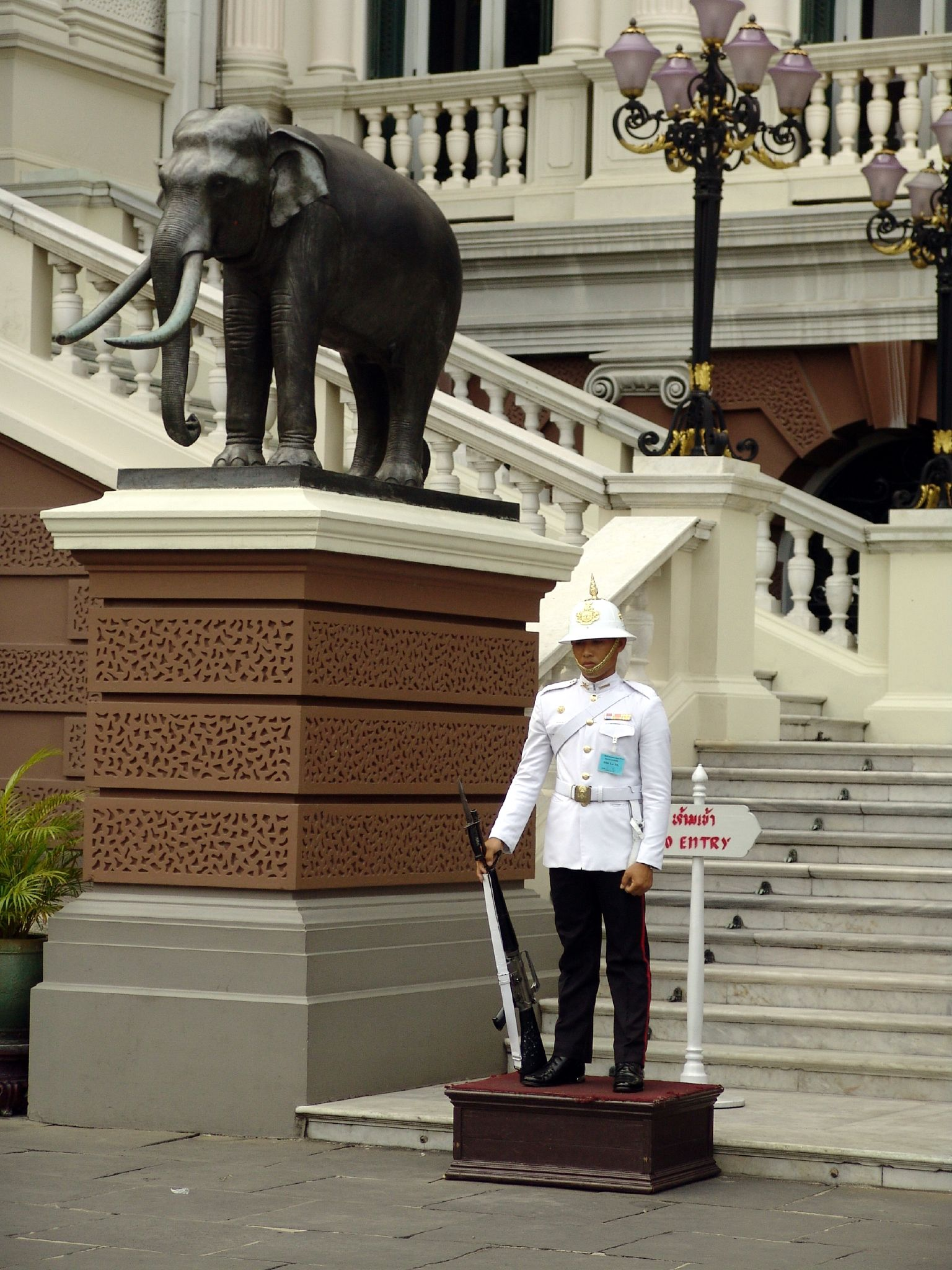
泰國的曼谷大皇宮
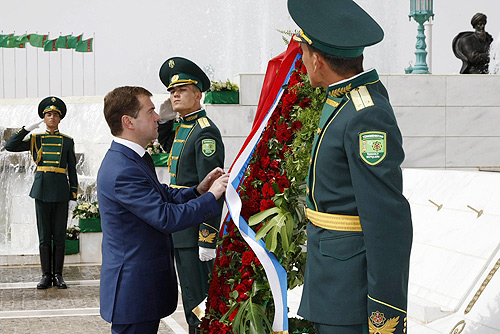
土庫曼阿什哈巴特的獨立紀念碑（英语：Independence Monument, Ashgabat）和尼亞佐夫墓
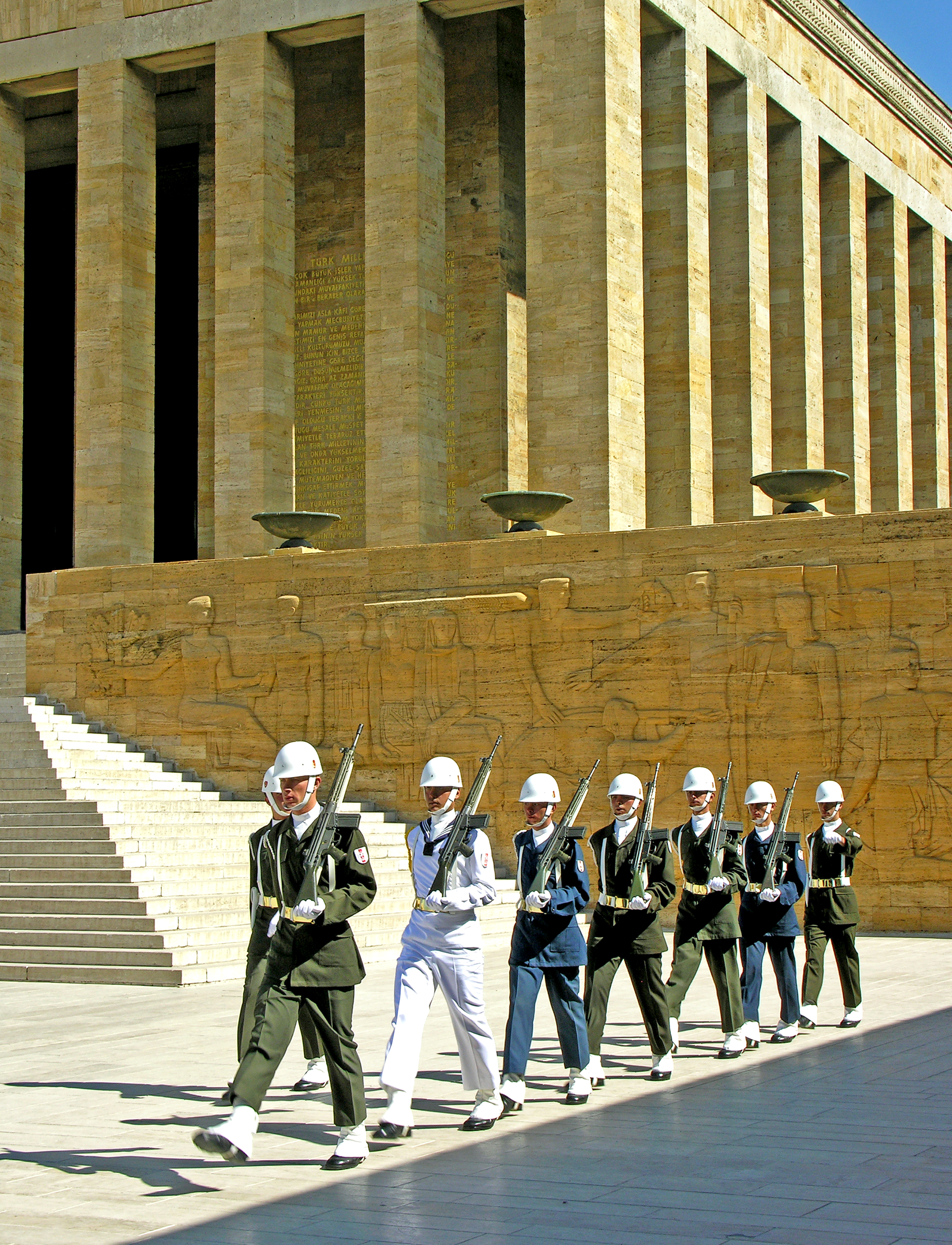
土耳其安卡拉的凱末爾紀念館
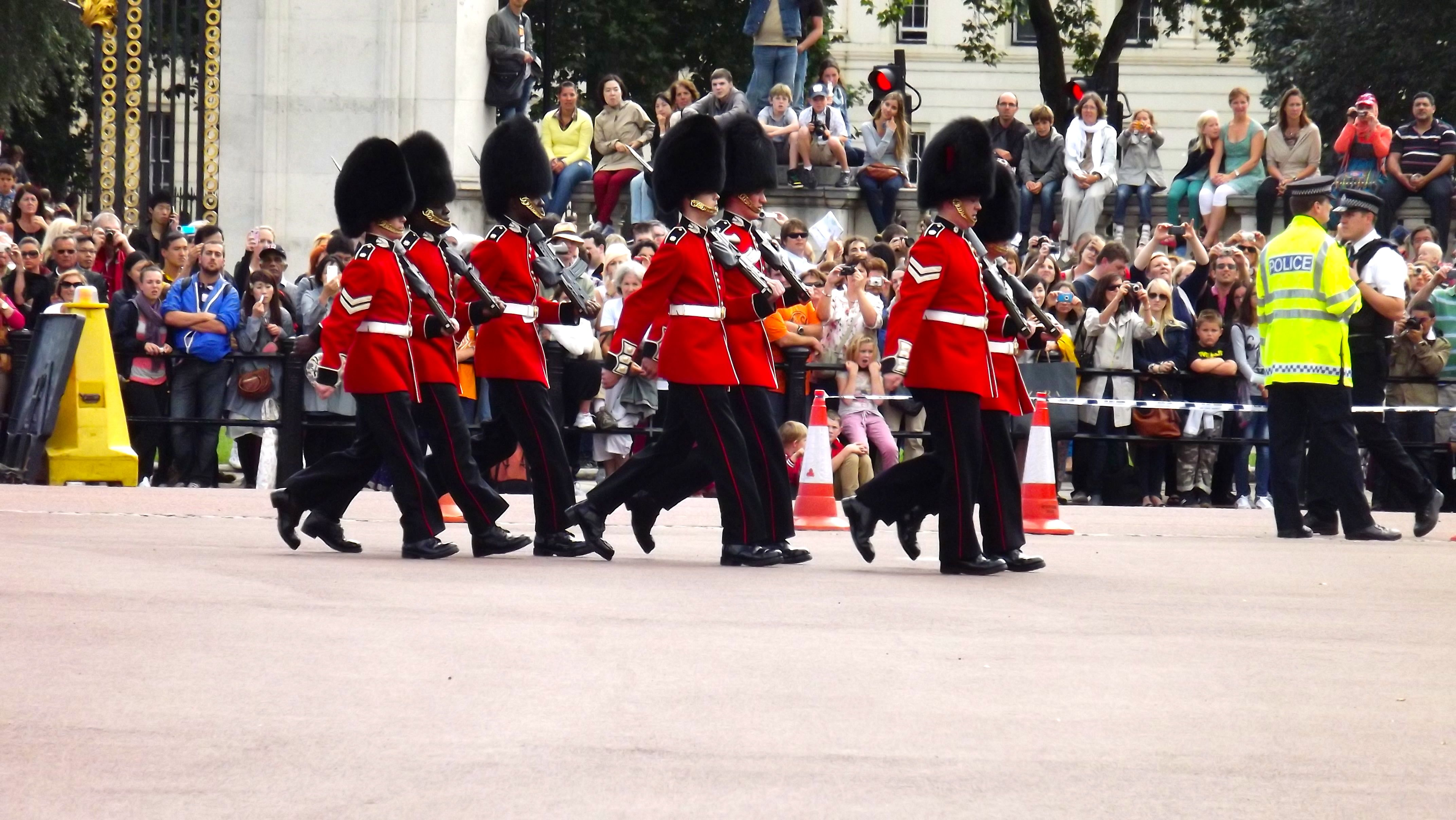
英國倫敦的白金漢宮、倫敦塔、唐寧街和溫莎城堡
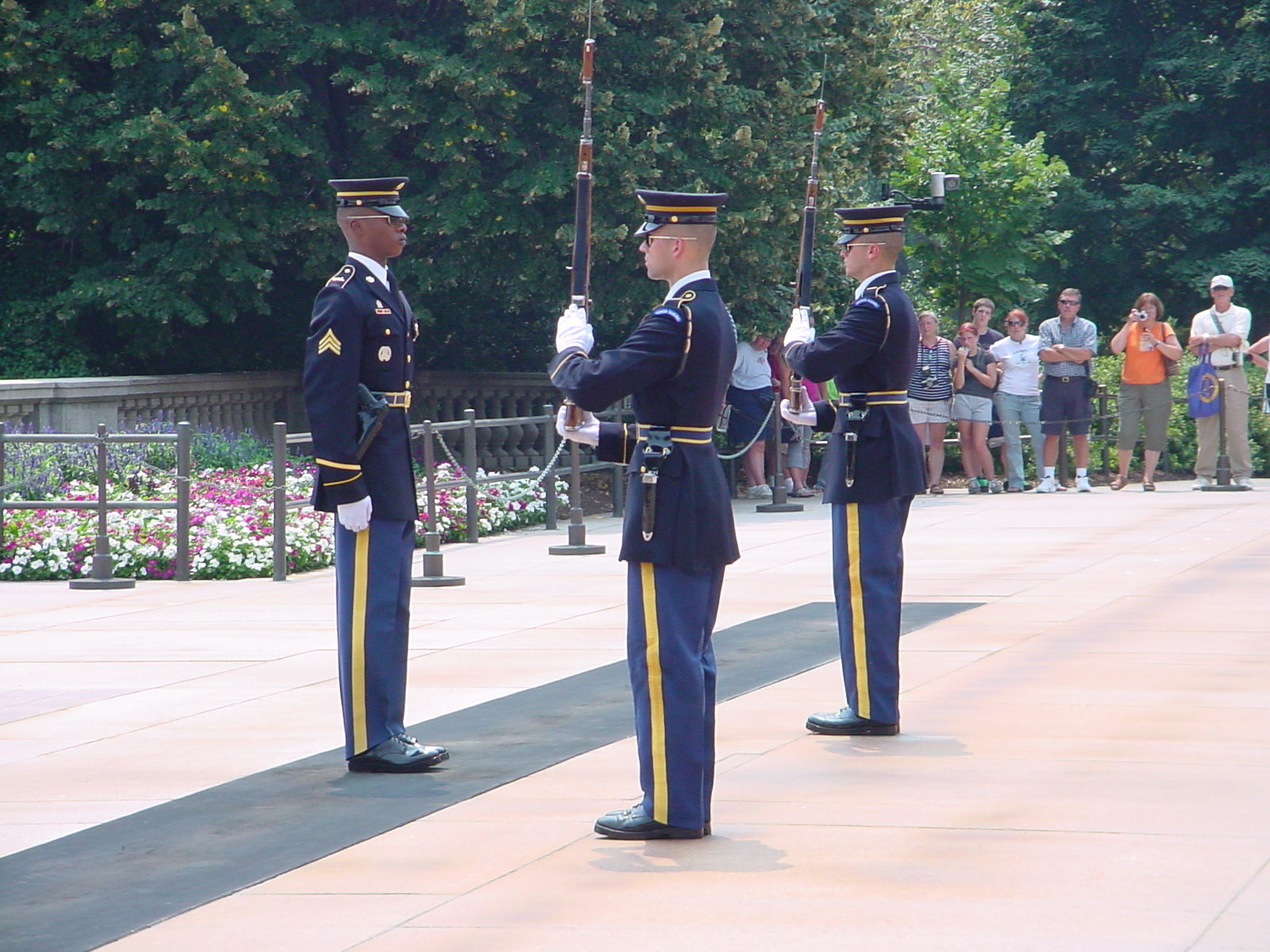
美國阿靈頓國家公墓的無名戰士墓
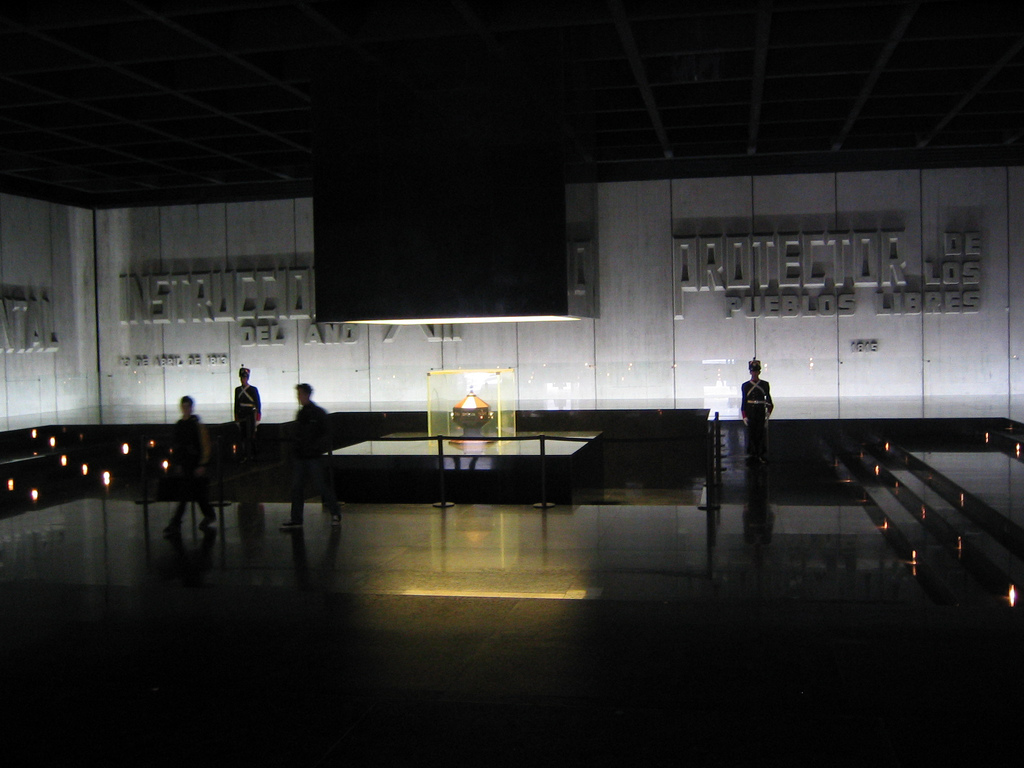
烏拉圭蒙德維的亞的阿蒂加斯墓
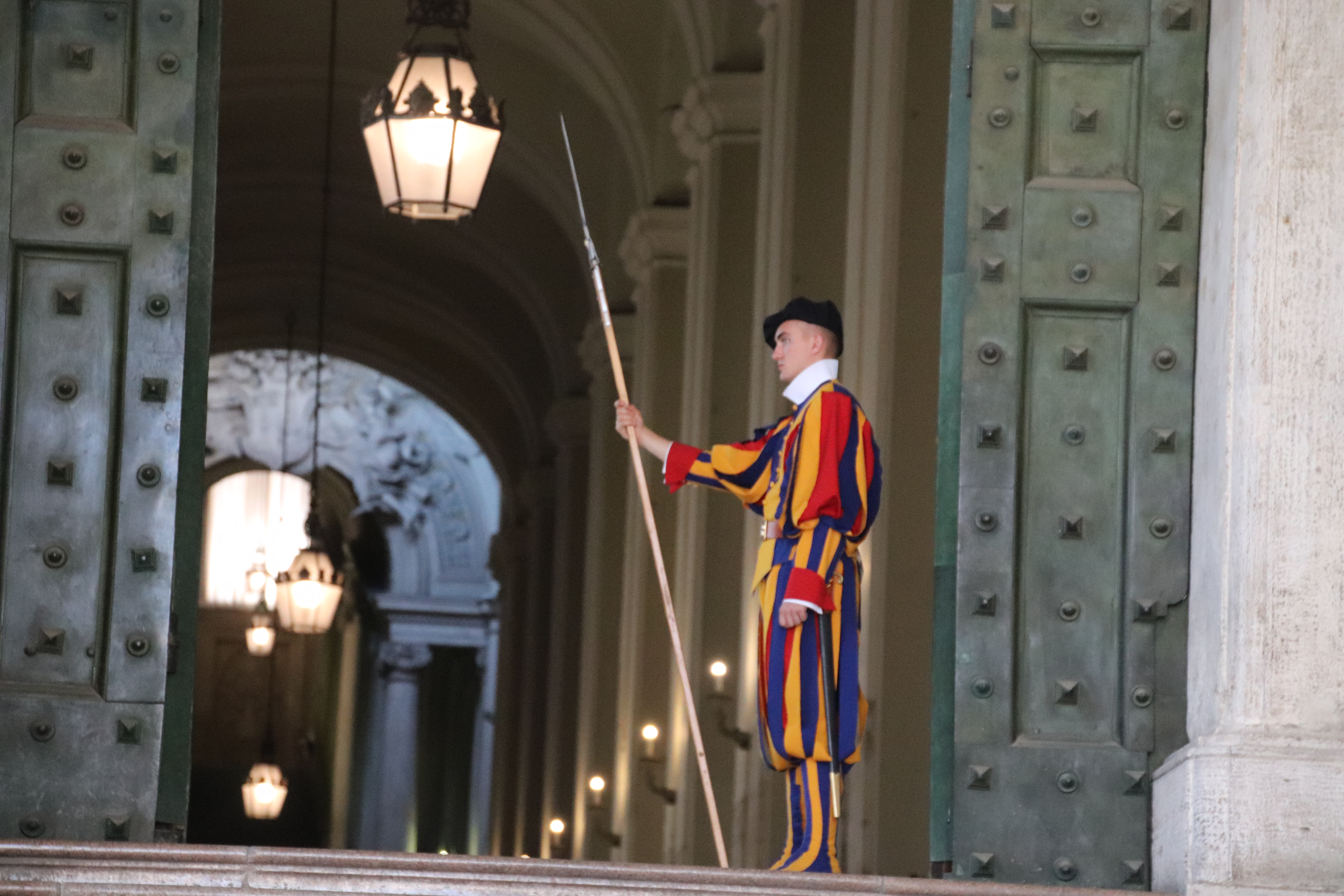
梵蒂岡的聖伯多祿大殿，由宗座瑞士近衛隊站崗
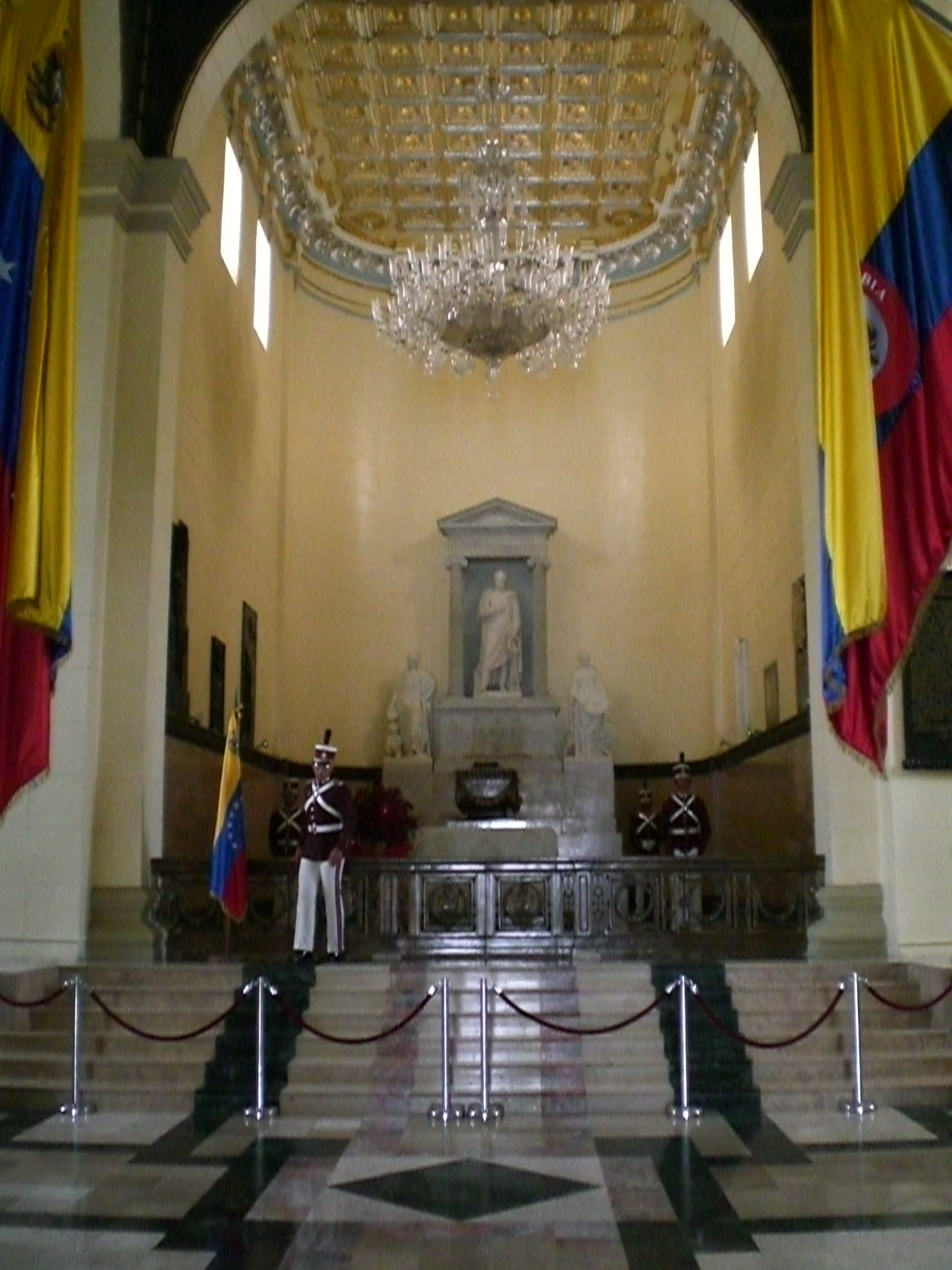
委內瑞拉卡拉卡斯先賢祠（英语：National Pantheon of Venezuela）內的西蒙·玻利瓦墓和革命博物館（西班牙语：Cuartel de la Montaña (Caracas)）內的查維茲陵寢
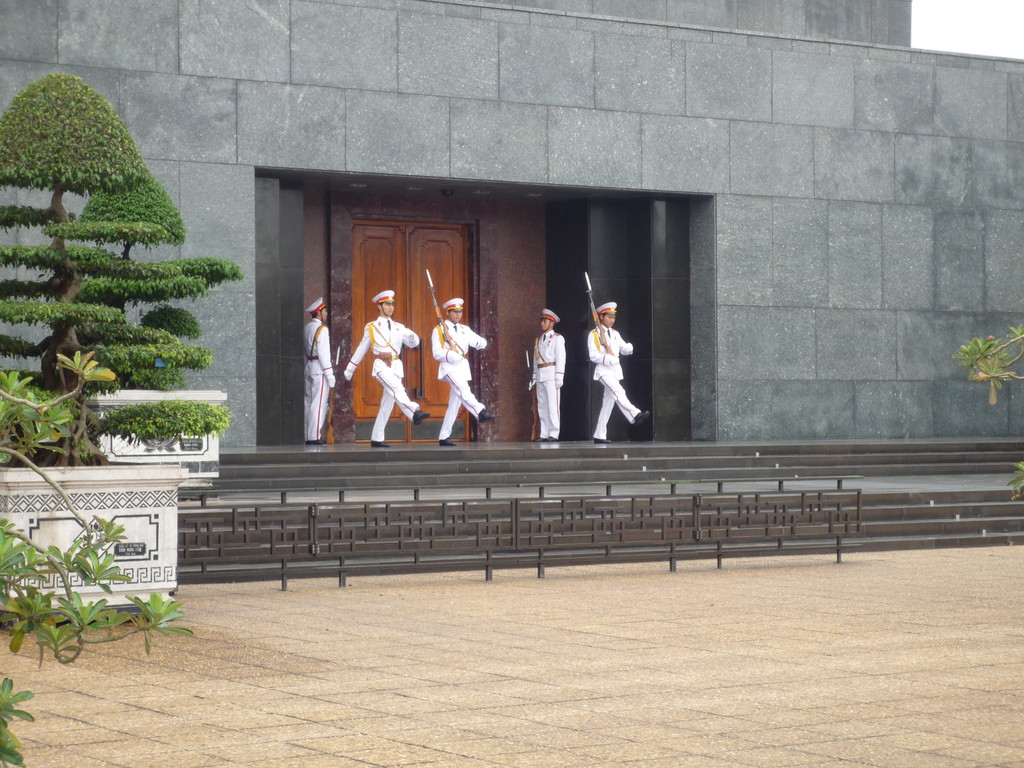
越南河內的胡志明紀念堂，由陵墓保衛司令部衛兵站崗

## 另見
- 閱兵
- 軍步
- 正步
- 儀仗隊
- 要員保護
- 花式操槍
- 警衛、門衛

## 外部連結
- Changing the Guard （页面存档备份，存于）, The British Monarchy